# Kampen
Campen(en neerlandés Kampen) es un municipio, una ciudad y un antiguo miembro de la Liga Hanseática, ubicado en el curso inferior del río IJssel en la provincia neerlandesa de Overijssel.
La conurbación cuenta con 51 069 habitantes (1 de enero de 2014) en una superficie aproximada de 162 km²; sólo una pequeña porción de ella consiste en agua. Se localiza al noroeste de Overijssel y es la localidad más grande de esa región. 
La ciudad de Kampen tiene 34 063 habitantes y posee uno de los centros históricos mejor preservados de los Países Bajos; conserva tres portales, murallas y numerosas iglesias que datan de la Edad Media. Son notables los tres puentes construidos sobre el IJssel que conectan Kampen con la ciudad de IJsselmuiden, así como el molino d’Olde Zwarver.
Los locales hablan una variante del dialecto Sallands, conocido como Kampers.

## Geografía

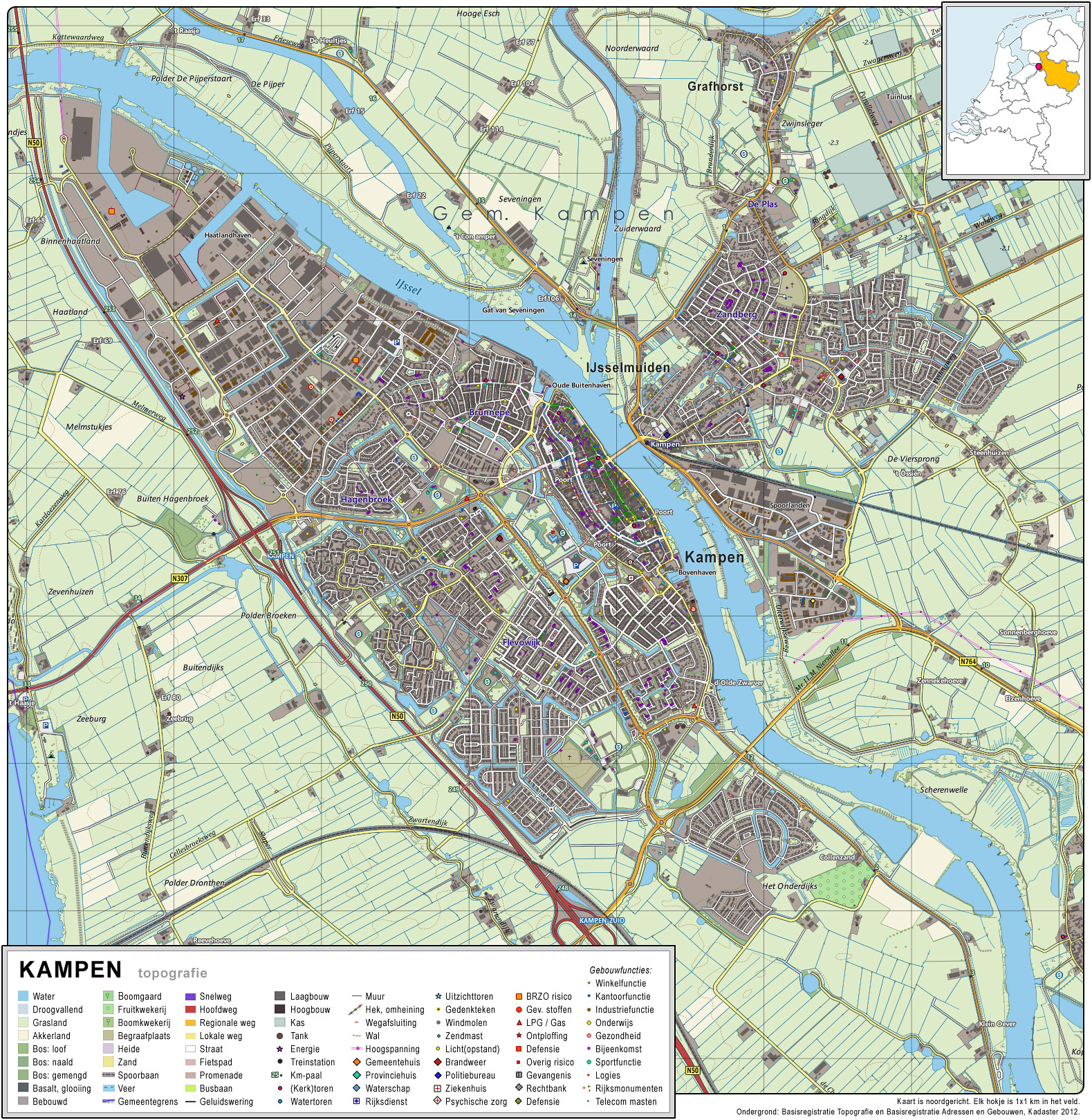
Mapa topográfico de la ciudad de Kampen

El municipio de Kampen es parte de la provincia de Overijssel, ubicada en el centro-este de los Países Bajos y situada entre las provincias de Güeldres, Flevoland, Drente y Frisia.
La Ciudad de Kampen se localiza en la desembocadura del río IJssel. Frente a Kampen, a lo largo del río, se encuentra IJsselmuiden, que es la segunda ciudad más grande del municipio. Al municipio pertenecen también: Grafhorst, 's-Heerenbroek, Kamperveen, Wilsum y Zalk.

## Historia

### Prehistoria
El actual territorio de Kampen es el resultado de un largo proceso de interacción entre el clima, el río y el mar que se inicia al final de la glaciación, 9000 a. C. 
Esta etapa se caracterizó por sus radicales cambios de clima que iban de las temperaturas más altas a periodos extremadamente fríos limitando el desarrollo de fauna. 
El suelo terminó por convertirse en arena y el viento del noreste comenzó a formar montañas. Del seco fondo del río emergieron aquellas dunas que más tarde se convertirían en Wilsum, Oosterholt, IJsselmuiden y las siete colinas de Grafhorst. Estos médanos se extendieron hasta los territorios de Salland y Velluwe.
En aquel momento el nivel del mar estaba 120 metros por debajo de lo que se encuentra en la actualidad por lo que se supone que el río IJssel originalmente se extendía hasta las costas de la actual provincia de Holanda Septentrional.
Formación del lago Flevo y el río IJssel

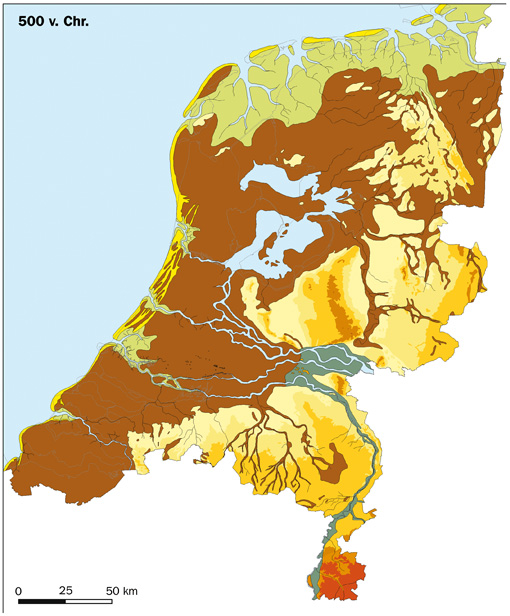
Geografía de los Países Bajos, 500 a. C. En el centro: El lago Flevo

Mejoras climatológicas significaron el final de la Era de Hielo. Las capas de hielo comenzaron a fundirse cubriendo la mitad del actual territorio de los Países Bajos. Consecuentemente el nivel del mar subió, aun así era entonces 20 más bajo que el nivel actual. 6000 años a. C. el entonces seco mar del Norte se inundó ocupando la mayor parte del territorio de los Países Bajos. 
El viento transformó nuevamente el panorama. Páramos y pantanos de gran vegetación se originaron en áreas donde se formaron lagos en lo que hoy es el centro de los Países Bajos. El territorio de Kampen se encontraba en el sureste de esta zona. Estos humedales fueron bautizados como lago Flevo en tiempos romanos. El delta del IJssel se desarrolló cuando los irregulares niveles del lago se redujeron.
Evidencia arqueológica
La parte inferior del territorio de Kampen tenía un relieve muy bajo, con excepción de las dunas formadas al norte de su área. Asentamientos humanos fueron posibles en el lugar antes del periodo de empantanamiento y el aumento en los niveles del mar.
Pruebas de estos tempranos asentamientos en el territorio de Kampen fueron descubiertas en 1997 durante la construcción de la carretera 50. Todo señala que el lugar era un campo de caza entre el 7100 y el 6450 a. C. Estas huellas arqueológicas fueron encontradas en una duna de arena 75 metros al oeste de la ruta Melmerweg.
Hasta el día de hoy no existen más indicios sobre otros asentamientos prehistóricos en el lugar; sin embargo, objetos prehistóricos han sido encontrados en sus alrededores como en el centro de IJsselmuiden, el pólder Underdijks y la pista Hanzelijn.

### Historia Antigua

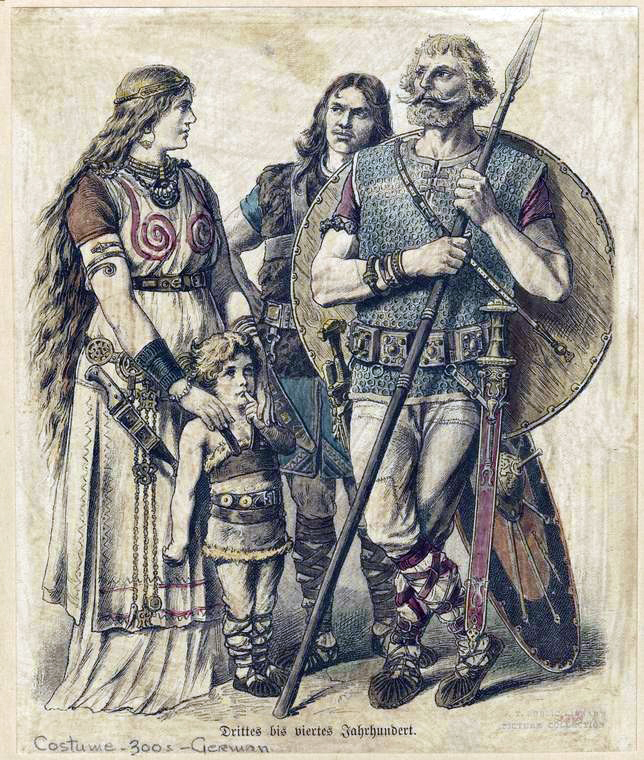
Antigua familia germánica 300 a. C.

La Edad de Hierro trajo riquezas a los Países Bajos porque dicho mineral se encontraba en diversas formas por todo el territorio. Dicha riqueza atrajo la atención de las tribus germánicas quienes debido a un descenso en la temperatura y al agotamiento de los recursos en la península escandinava emigraron hacia el centro de Europa. 
Estas hordas viajaban de lugar en lugar en busca de bronce y hierro, fabricando herramientas de encargo como hachas, cuchillos, clavos, puntas de flecha, espadas, etcétera.
Por el año 250 a. C., el pueblo de los Frisii dominó todo el territorio del entonces lago Flevo hasta el río Ems, Alemania. Por varios siglos esta gente desarrolló una cultura, formó un reino y resistieron la expansión de los galos y hasta de las tropas romanas comandadas por Julio César.
Algunas de las ciudades más antiguas de la región de Kampen y sus alrededores, (Zwolle entre ellas), fueron establecidas durante este periodo bajo la influencia de este grupo.
Sólo las condiciones climatológicas lograron vencer a los Frisii. Alrededor del año 250, y durante dos siglos más, los niveles del mar aumentaron considerablemente provocando grandes inundaciones en sus territorios y la extinción de su gente.

### Edad Media

#### Alta Edad Media

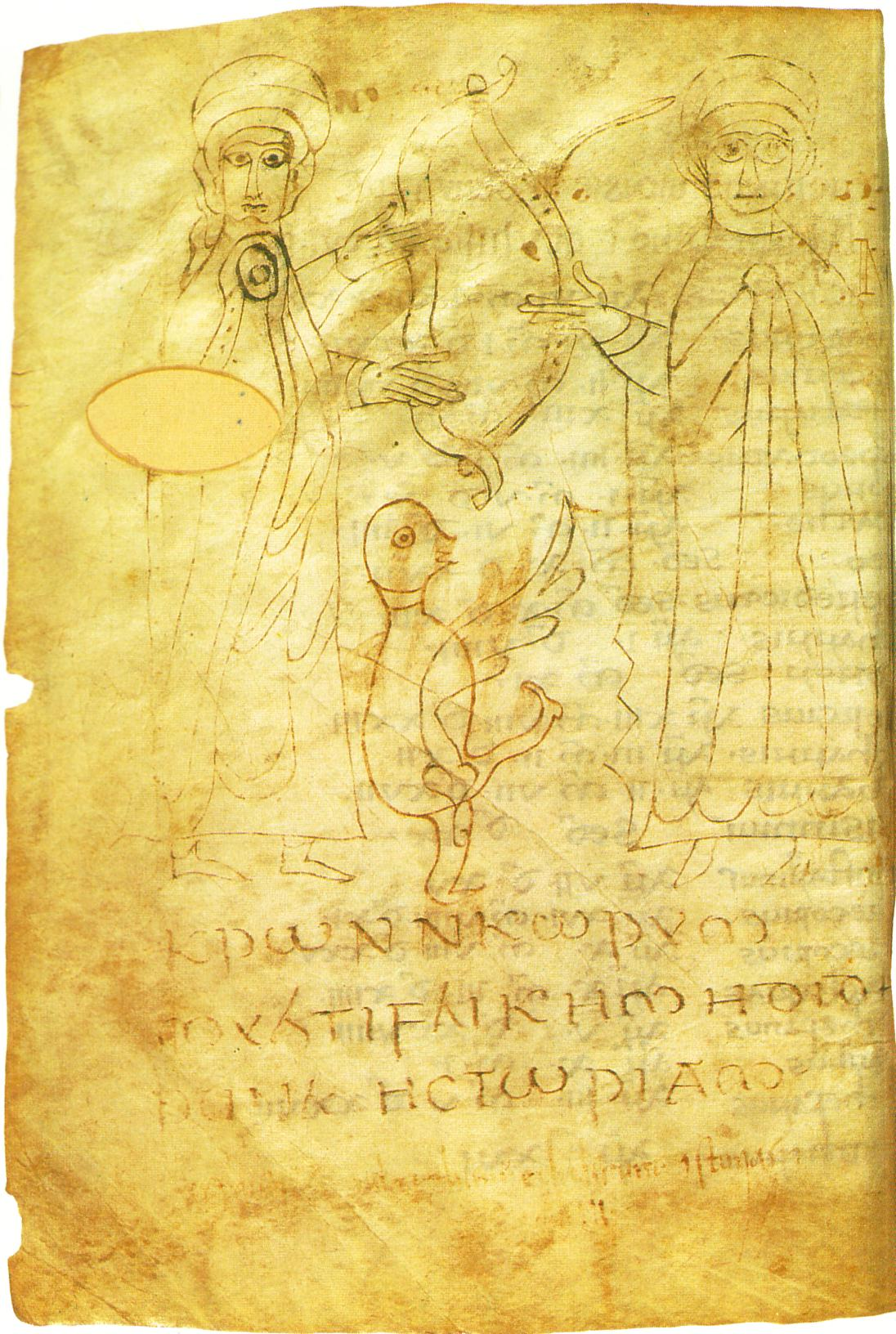
Reyes merovingios en la crónica de Fredegario

En tiempos de los romanos el río IJssel tenía una modesta función como drenaje de lo que hoy se conoce como el Viejo IJssel (Oud IJssel). Si la conexión con el Rin existió en ese entonces es hasta el momento desconocido. Debido a lo anterior el río IJssel era conocido en antiguo germánico como Hisloa o Hisla, vocablo que significa agua turbia. También se le denominó Isla o Isala.
Nuevas migraciones de tribus germánicas fueron posibles en la zona debido a la extinción de los Frisii. Uno de ellos fue el pueblo de los Salii o Salios alojados en las aguas del río IJssel y el río Vecht, que desembocaban en lo que entonces llamaron el mar Sallzee. Al territorio ocupado por este grupo se le conoció como Salland.
Alrededor del año 800 los salios se aliaron con otras tribus germánicas que a la caída del Imperio Romano eran conocidos como hombres libres o francos. Estos lograron extenderse y agruparse en un nuevo reino comandados por la dinastía salía de los merovingios quienes introdujeron el cristianismo y sentaron las bases del feudalismo en la zona.

#### Plena Edad Media
Primeros asentamientos
Las constantes inundaciones provocadas por la interacción del clima, el mar y el lago Flevo hicieron muy inestable el florecimiento de grupos en los litorales. El lago desapareció dando paso a un mar interno llamado Almere. 
La manipulación y control de los mantos acuíferos a través de diques y presas cambiaron determinantemente la geografía del lugar. El Almere se transformó en un gran cuerpo de agua llamado el mar del sur o Zuiderzee, un lugar rico en flora y fauna. 

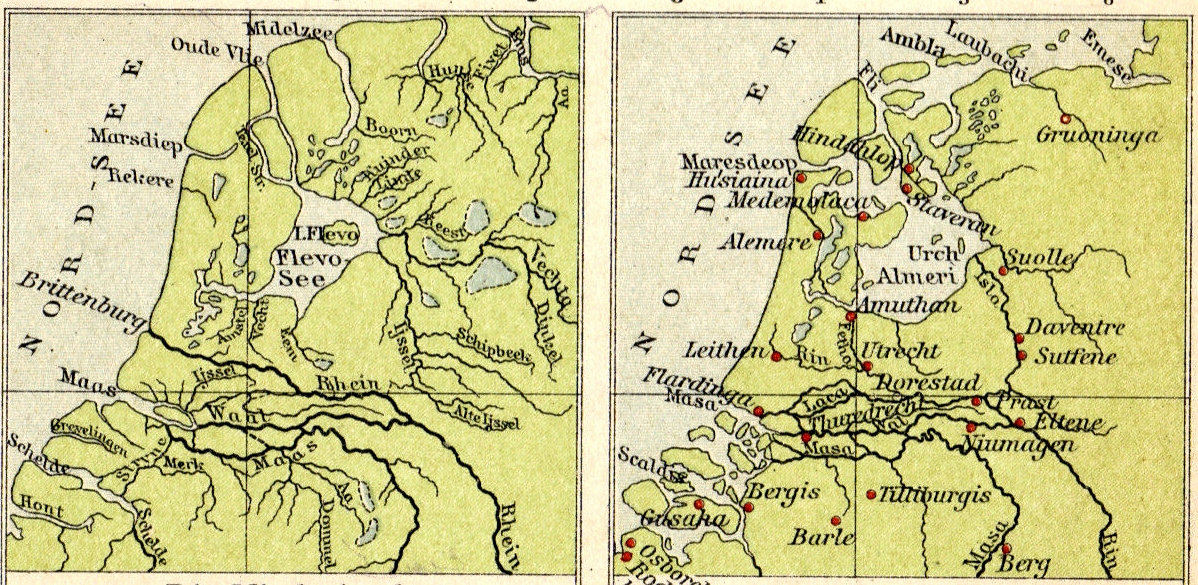
Geografía aproximada del Zuiderzee en el (izqda.) y en el (dcha.)

Alrededor del año 1 000 asentamientos permanentes se restablecieron en la zona que Kampen ocupa en la actualidad. En las dunas del río IJssel surgieron las presentes ciudades de Wilsum, IJsselmuiden y Zalk. Estos territorios pertenecían al entonces condado de Salland y eran gobernados por los condes Wracharius, leales a la dinastía carolingia. 
Posteriormente estos dominios fueron entregados al obispo de Utrecht quien ejercía funciones de gobierno en nombre del Sacro Imperio Romano Germánico, imperio que sucedió al imperio de Carlomagno.
Dentro de estos territorios estaban los señoríos independientes de Voorst, Kiunre, Almelo y Buckhorst. Estos lugares eran administrados por señores feudales poseedores de un fuerte o castillo quienes pretendían ejercer el control de sus propiedades con la menor injerencia de un conde, duque u obispo. 

##### Origen y florecimiento de la ciudad
El área de la actual ciudad de Kampen emergió del mar y es el resultado de las constantes modificaciones en el litoral causadas por el desbordamiento del Zuiderzee y los ríos.
La gran cantidad de pescado presente en pequeños y grandes cuerpos de agua alrededor de Kampen y las costas del Zuiderzee llamaron la atención de comerciantes asentados en el Rin quienes vinieron a la zona del delta del Ijssel, probablemente como una avanzada de la entonces influyente ciudad de Colonia. Como los terrenos más altos estaban ocupados, los pioneros buscaron refugio en la parte oeste del río IJssel.
Durante la Edad Media el pescado era esencial en la dieta diaria de ricos y pobres. Dicha dieta consistía en el consumo de perca, brema, focas, pez espada, marsopa, y las demandadas especies de salmón y esturión. Este último era especialmente valorado porque de ellos se extrae el caviar.

El esturión continúa siendo un símbolo de identidad para Kampen.

Alrededor del año 1150 mercaderes erigieron construcciones de madera aunque sólo para establecer un pequeño punto de comercio, no una ciudad. Estos campos se encontraban en los territorios del señor de Buckhorst que un documento oficial consta que no forman al condado de Salland. 
Por muchos siglos las aguas del río IJssel fueron famosas la pesca de esturiones con especímenes de entre dos y cuatro metros que viajaban por el caudal para reproducirse entre mayo y agosto. 
Consecuentemente el desarrollo de la actividad pesquera en la zona transformó el lugar en un puerto que albergaba pescadores, vendedores, ahumadores y curadores de pescado. Funcionarios encargados del control de esta actividad, su mercado y distribución. Constructores y reparadores de barcos. Cordeleros y reparadores de redes, entre otros.
En aquel entonces los derechos sobre dicha producción y sus ingresos pertenecían al obispo de Utrecht quien en 1180 ordenó la edificación de unos de las construcciones más emblemáticas de la ciudad: la Catedral de San Nicolás o Bovenkerk, construcción que aún persiste. 

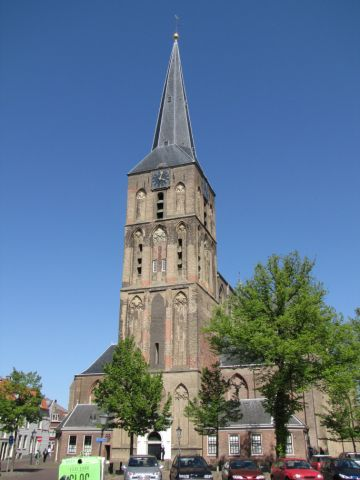
La catedral Bovenkerk tiene sus orígenes en 1180

La ciudad adquirió derechos como tal hasta 1236 en gran medida por el soporte político, económico y financiero del señor de Buckhorst ya que este floreciente puerto se localizaba en sus territotios.
Cada nuevo obispo de Utrecht tenía que jurar respeto a los derechos y la libertad de la ciudad en una ceremonia oficial frente las puertas de la fortaleza cerrada, posteriormente recibían las llaves de la ciudad y las portales se abrían recibiendo al obispo con una gran fiesta.

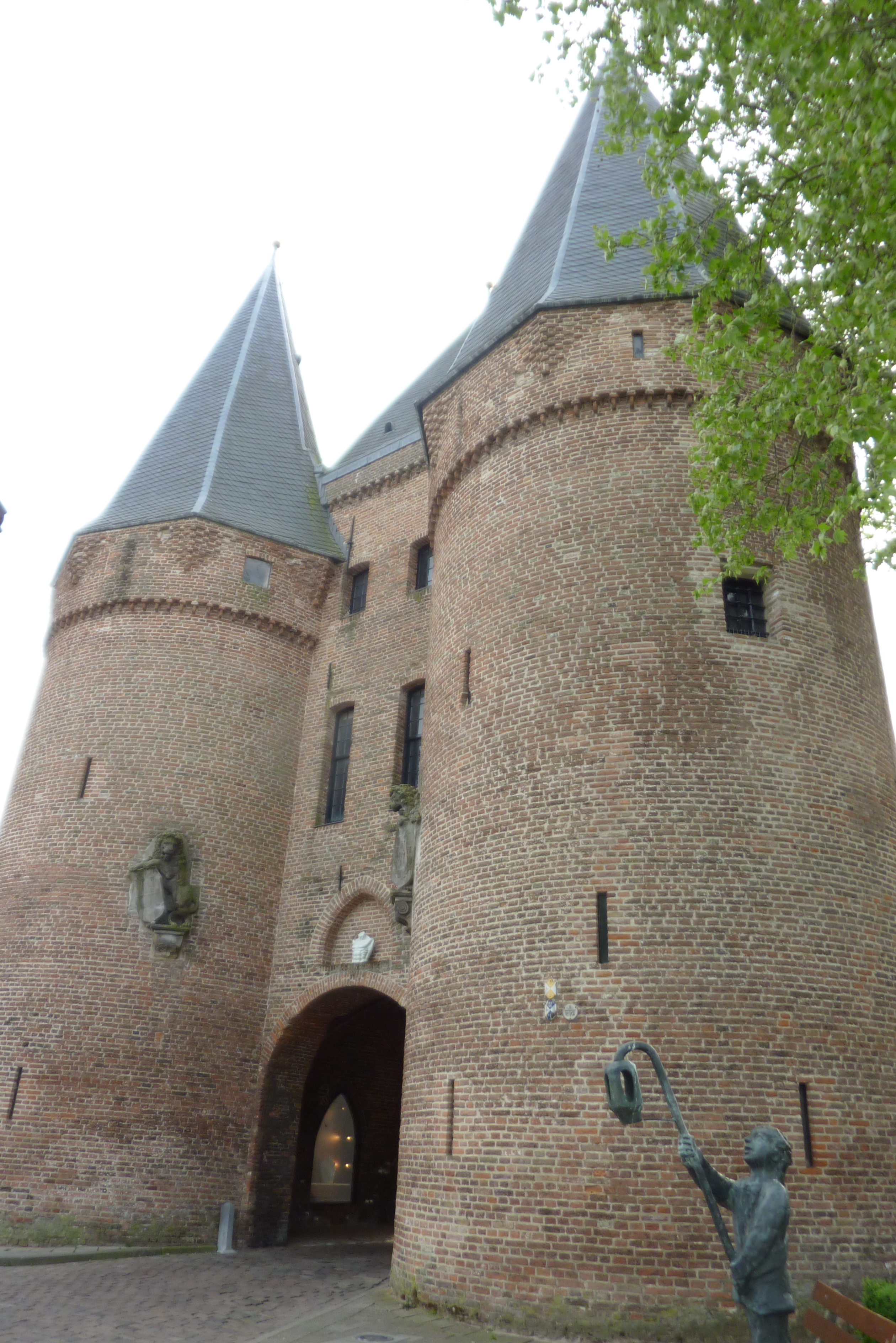
Portal de Koornmarkt que dirige a la iglesia Bovenkerk.

Durante siglos ambas figuras, tanto consiguientes obispos de Utrecht como herederos de Buckhorst; fueron claves en el desempeño político, social y económico de la ciudad.
Empoderamiento
En 1302 se construyeron los primeros diques en los alrededores de Kampen como medida para controlar las constantes inundaciones provocadas por la crecida del río. 
El control del río IJssel y su vertiente es el virtual responsable del florecimiento de la ciudad de Kampen. Como conexión entre el Rín y el norte de Europa el río tuvo un gran significado para el desarrollo económico de todas las ciudades asentadas a lo largo de este afluente. 
El área ocupada por este caudal era entonces el lugar adecuado para el intercambio de productos entre los pueblos alojados en el litoral del Zuiderzee y el Sacro Imperio Romano Germánico. Dicho comercio consistía en madera, lino, vino y pescado. 
Considerando que hasta el siglo XII virtualmente no existían caminos sobre tierra firma al norte del área de los llamados Grandes ríos neerlandeses ─Bajo Rin, Lek, Waal, Merwede y el Mosa─, toda mercancía era transportada por barcos. Al estar ubicado convenientemente en la vertiente del río IJssel, Kampen era el punto de transbordo entre las grandes embarcaciones y los pequeños botes. 
La ciudad explotó esa posición de superioridad cobrando impuestos a todas las naves que necesitaban circular a través de las aguas del río IJssel. Rápidamente Kampen se convirtió en una importante zona comercial de alcance internacional y en una de las ciudades más poderosa e influyente del noroeste de Europa.
Durante el siglo XIII y el siglo XIV comenzó en la ciudad la construcción de edificios que dieron forma al centro de Kampen.

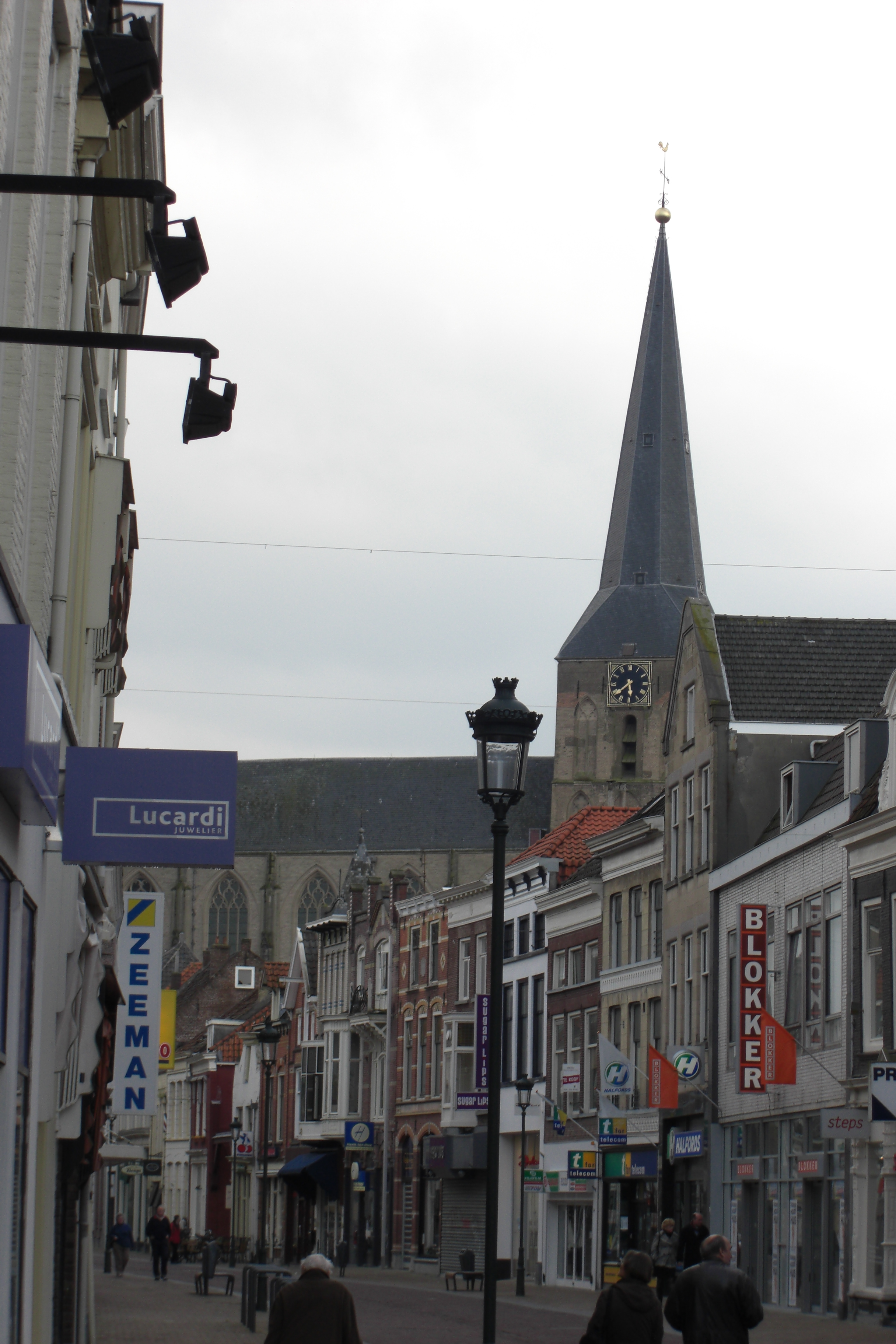
Oudestraat, calle principal y más antigua de la ciudad.

La zona comercial dio origen a lo que hoy es la calle principal de la ciudad: Oudestraat. La hermandad de los franciscanos comenzó la edificación de un complejo de edificios que terminó por convertirse en el más grande y característico de la ciudad: de Broederklooster. 

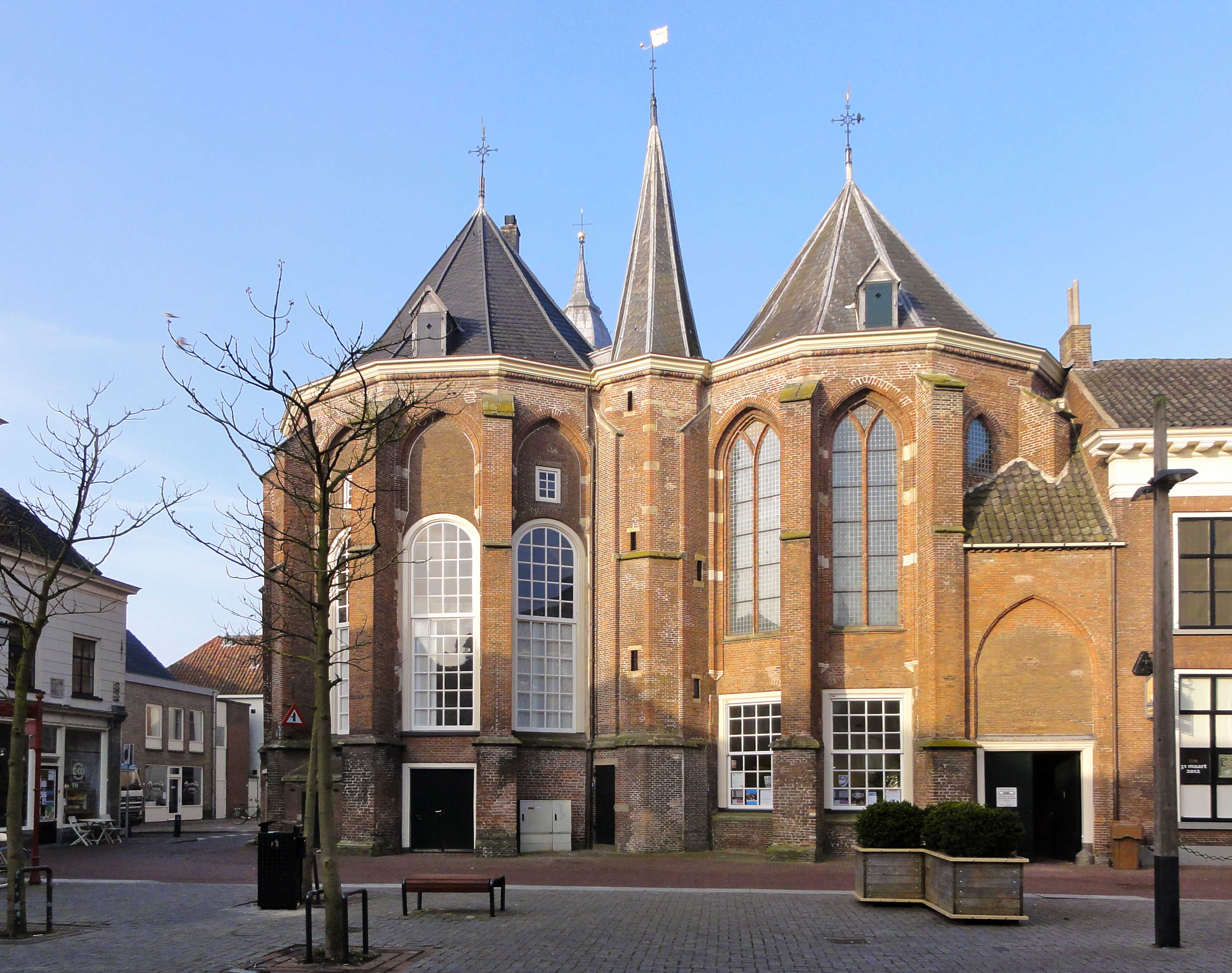
Iglesia Broederkerk último vestigio del monasterio de los franciscanos en Kampen.

También se erigieron casas de huéspedes para alojar a los viajeros. El palacio del ayuntamiento y el palacio de justicia, het Raadhuis. La reestructuración de la iglesia de San Nicolás en una catedral de estilo gótico. Por último se extendieron los límites de la ciudad e iniciaron una fortificación más eficiente de la misma con portales y murallas.

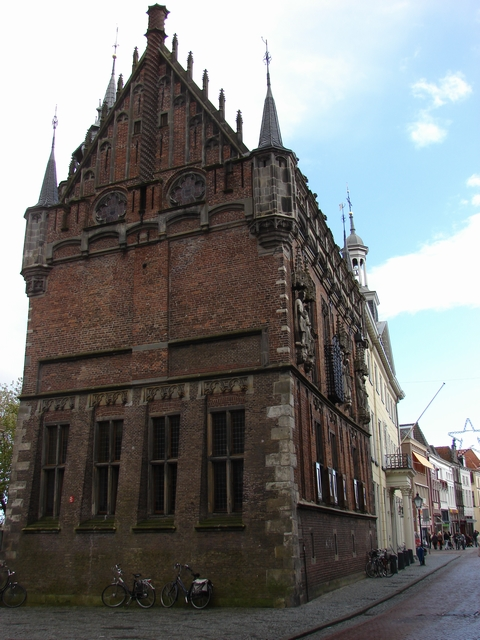
Antiguo ayuntamiento y juzgado, actualmente es patrimonio protegido por la UNESCO.

En 1363 Kampen cambió con el obispo de Utrecht, Jan van Arkel, el pólder Mastenbroek por el derecho a extenderse alrededor de la desembocadura del IJssel. 
Con esto Kampen se hacía con el control de una gran parte de la industria pesquera del Zuiderzee que incluía: la desembocadura del río IJssel, Mullingerdiep, Brunneperdiep, y los derechos sobre la pesca de las ciudades de Ens, Emmerloord y la isla de Schockland. Para el ayuntamiento el arrendamiento de estos derechos generó un ingreso sustancial.

##### Miembro de la Liga Hanseática
A partir del año 1430 el estancamiento del río gradualmente terminó con la prosperidad de Kampen.
Por mucho tiempo la ciudad no quiso firmar cualquier tipo de concesión política o económica que la uniera con otras ciudades, especialmente aquellas pertenecientes a la Liga Hanseática. Esto cambió en cierto modo cuando Valdemar IV de Dinamarca empezó a acosar a embarcaciones neerlandesas durante el armisticio de la guerra danesa-hanseática, siendo Kampen una de cinco ciudades neerlandesas que se reunieron en Colonia para formar la Confederación de Colonia (aunque aún sin formar parte de la Liga). 
Solo cuando el Conde de Holanda declaró la guerra a la Liga, Kampen se vio obligado a tomar un bando. Como la ciudad solía comerciar mayormente con los países del Mar Báltico y los comerciantes asentados a lo largo del río Rin, se une junto con Zwolle y Deventer a la Liga Hanseática en 1441. Posteriormente se unirían las ciudades de Hasselt, Hattem, Zutphen y Doersburg.

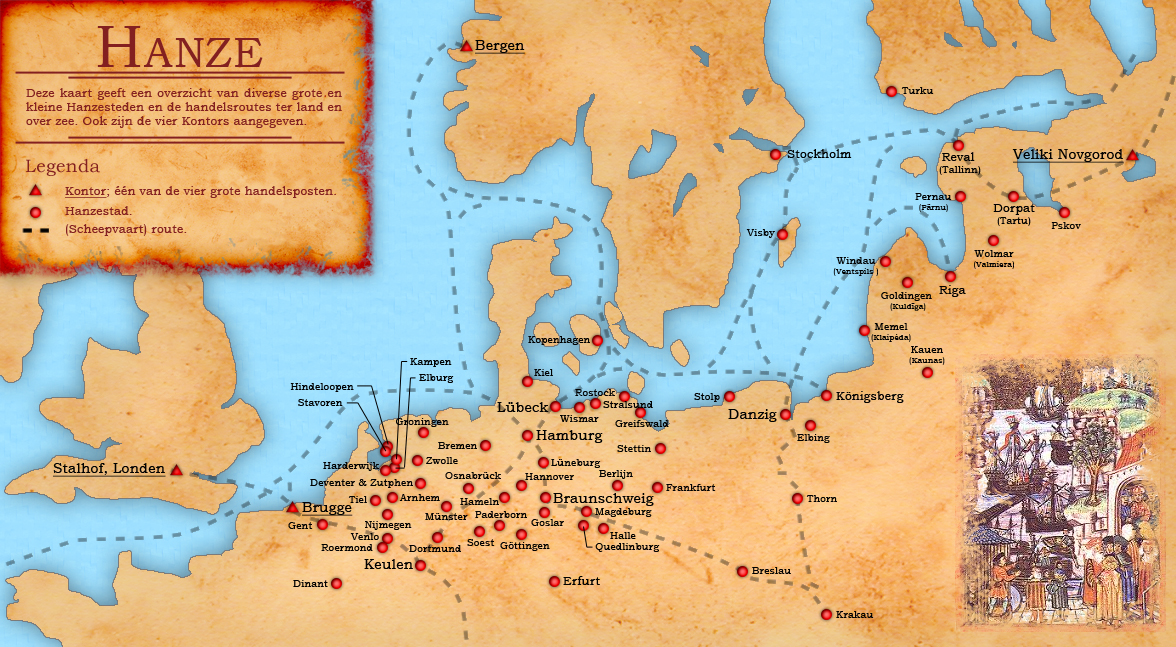
Mapa de las ciudades pertenecientes a la Hansa

Gracias al intercambio comercial que protagonizó la hansa durante este periodo, estas ciudades consiguieron ampliar sus conocimientos navales; aprendiendo, por ejemplo, como construir barcos más eficientes. En consecuencia, los mercaderes de esta zona lograron amasar auténticas fortunas gracias a las ventas de artículos de lujo.
Durante esta época una serie de incendios azotó la ciudad y el monasterio de los hermanos franciscanos, Minderbroederkerk, desapareció. Las construcciones de edificios de madera quedaron prohibidas pero la riqueza de la época permitió construir majestuosos monasterios. 
La abadía de los franciscanos fue reedificada. La orden de Santa Brígida construyó el Claustro de Santa Inés. La catedral de Nuestra Señora María se erigió en la nueva zona de la ciudad. Muchos de estos edificios se conservan en la actualidad.

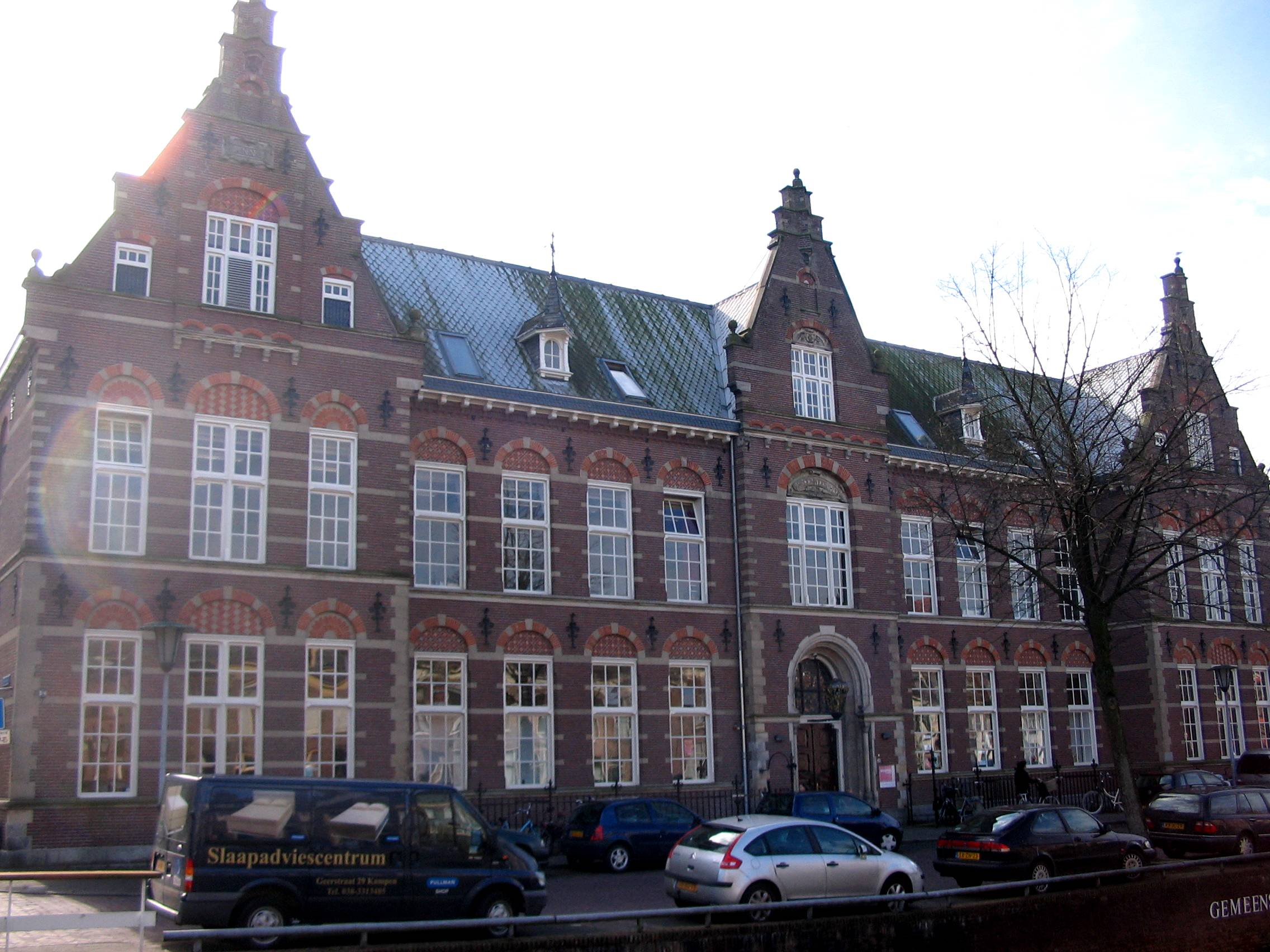
Centro artístico Quintus; antiguo claustro de Santa Inés

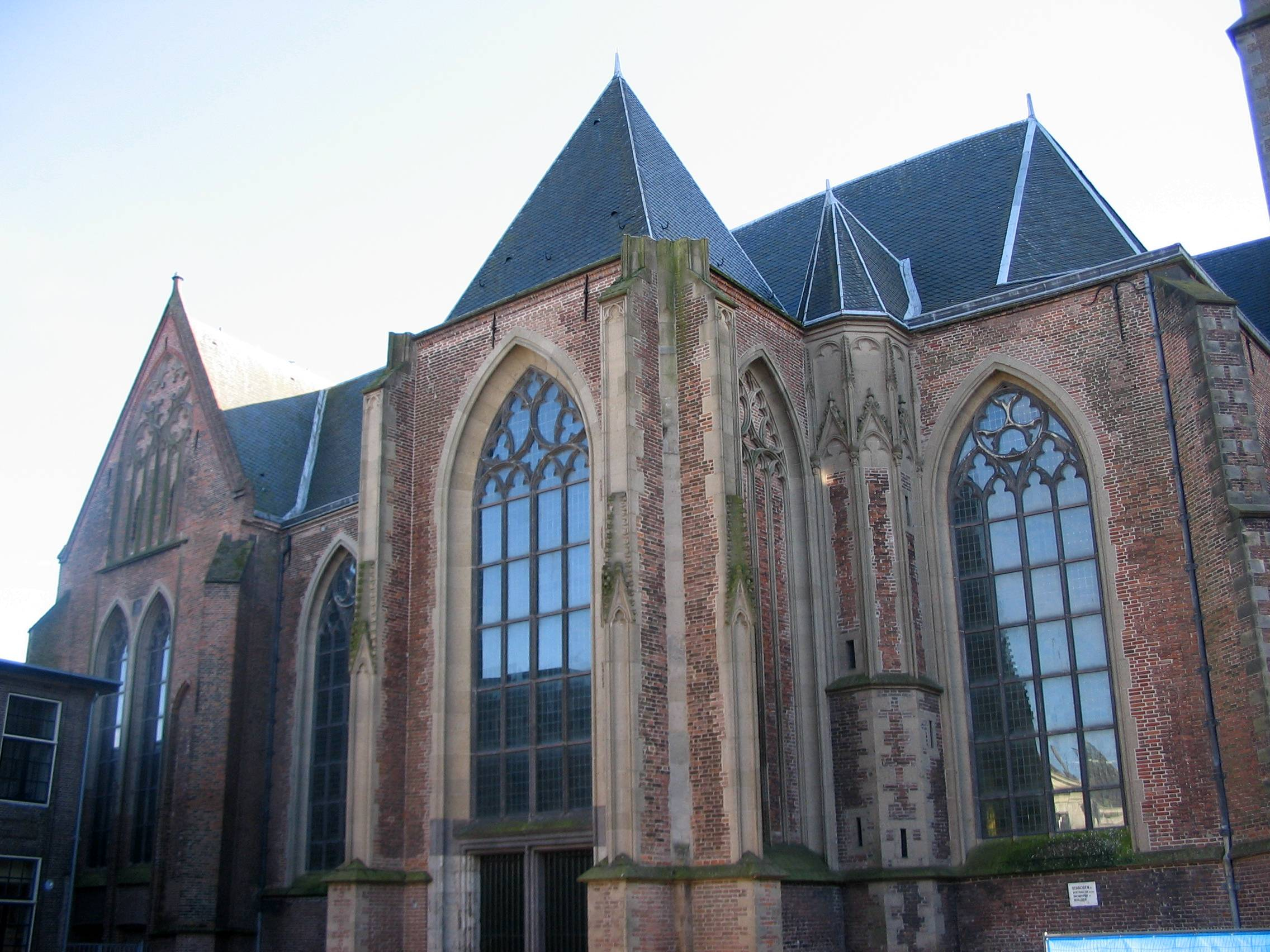
Catedral Buitenkerk o de Nuestra Señora María.

La ciudad tuvo mucha influencia en la Liga; a pesar de las muchas protestas por parte de los pueblos también asentados a las orillas del IJssel y de otras ciudades integrantes de la Hansa. 
La Liga accedió en 1448 a construir un puente sobre el río, esta tarea fue completada en tan sólo cinco meses. Con este puente Kampen tenía la esperanza de mejorar sus relaciones con las ciudades vecinas. Sin embargo los roces se incrementaron cuando Kampen comenzó a cobrar impuestos por la navegación en las aguas del IJssel.
Estos conflictos se extendieron hasta la ciudad de Zwolle originados por el control de los dominios del río IJssel y las costas del Zwartewater motivando una rivalidad entre ambas ciudades que aún persiste.

### Época Moderna

#### La guerra de los 80 años
Por siglos Kampen había sido una ciudad muy respetuosa de la autoridad y orgullosa de sus iglesias y sus monasterios. Pero el panorama político y religioso durante el siglo XVI cambió lo mismo que Kampen.
Los territorios neerlandeses fueron cedidos por el emperador del Sacro Imperio Romano Germánico, Carlos V, a su hijo Felipe quien se convertiría en rey de España anexando estos territorios a la corona hispana.

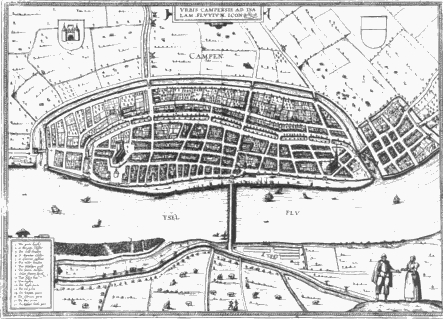
Apariencia de Kampen en 1580.

El gobierno centralizado de Felipe II y su rechazo hacia los religiosos protestantes provocó mucha inestabilidad en la población neerlandesa. Por si fuera poco la nueva división del territorio en Diecisiete Provincias generó el descontento de las noblezas locales quienes veían disminuido su poderío.
Kampen y Zwolle no estaban conformes con el protagonismo económico que ejercía la nueva sede del gobierno localizada en Bruselas.
Arent Toe Boecop, alcalde de Kampen, estuvo muy activo en cuanto a hacer notar el descontento de la gente. Aunque ferviente católico y leal a las autoridades, Toe Boecop solía ser muy tolerante con los protestantes establecidos alrededor del IJssel. Por esta razón en un principio no hubo ataques a las iglesias de Kampen o el Oversticht durante la reforma protestante.
Debido a la amenaza política de la nobleza protestante en los Países Bajos; Margarita de Austria, Duquesa de Parma y hermana de Felipe II, fue sucedida por el Gran Duque de Alba, Fernando Álvarez de Toledo y Pimentel, como gobernador de los Países Bajos quien tenía la misión de acabar con todos los rebeldes calvinistas.
Kampen permaneció leal al Duque de Alba al estallar la Guerra de los Ochenta Años y en 1568 permitió el alojamiento de una pequeña guarnición española en la ciudad. Esta fue la primera vez que Kampen fue ocupada lo que incrementó el resentimiento de los locales contra el gobierno español.
En defensa de la virginidad y el honor de la ciudad, Willen Van den Berg, cuñado de Guillermo de Orange, atacó en 1572 a las tropas españolas con su ejercito de inconformes (mendigos, neerlandés: geuzen). La gente de Kampen simpantizaba con los mendigos pues los consideraban sus libertadores.
Van den Berg prometió respetar todos los derechos y privilegios de Kampen y bajo esta perspectiva la ciudad se rindió por voluntad propia el 11 de agosto de 1572.
Tan pronto como las tropas entraron a la ciudad comenzaron a saquear las riquezas de la ciudad. Los franciscanos fueron despojados de sus propiedades y entregadas a las calvinistas. 
Varios magistrados y concejales fueron remplazados por órdenes de Van den Berg. El alcalde Arent toe Boecop y otros personajes influyentes fueron tomados como rehenes y encarcelados por varios meses en el fuerte de Genemuiden.
Contraataque español
Tropas españolas comandadas por el hijo del Gran Duque de Alba, Fadrique Álvarez de Toledo, se dirigieron a Kampen desde Zutphen, lugar que durante la batalla vio diezmada su población.
Van den Berg temeroso por aquella masacre abandonó junto con sus tropas la ciudad el 15 de noviembre de 1572. Se dice que algunos soldados estaban tan asustados que arrojaron sus armas al río. 
Toe Boecop restablecido como alcalde se negaba a negociar con los funcionarios establecidos por Van den Berg lo que ocasionó un clima de inestabilidad política que duró por muchos años. 
Debido a la inseguridad de la ocupación y a la amenaza de un cerco comercial la ciudad de Kampen se vio sumida en la extrema pobreza. 
Tormentas de ídolos

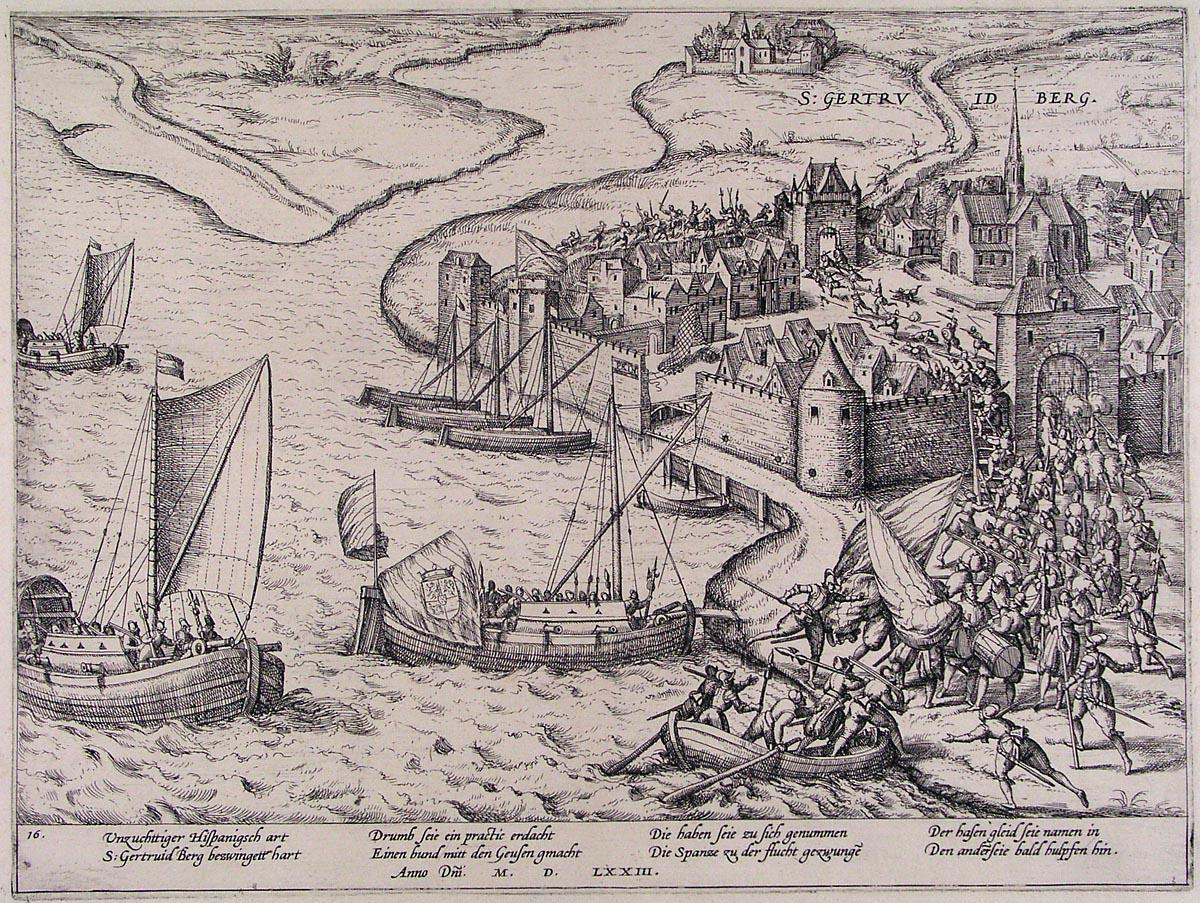
Ejército de mendigos en la toma de Róterdam.

Con el control de la ciudad en manos de protestantes, después de Edicto Perpetuo de 1577, la comunidad católica se vio disminuida. El estatúder (del neerlandés stadhouder: jefe de gobierno) de Kampen cedió algunas propiedades a favor de los protestantes.
Los rebeldes calvinistas demandaban que sus predicadores recibieran los mismos beneficios económicos que los sacerdotes. Los magistrados se negaban a ceder a esta petición temiendo que con el dinero estos pudieran iniciar un conflicto armado contra los católicos.

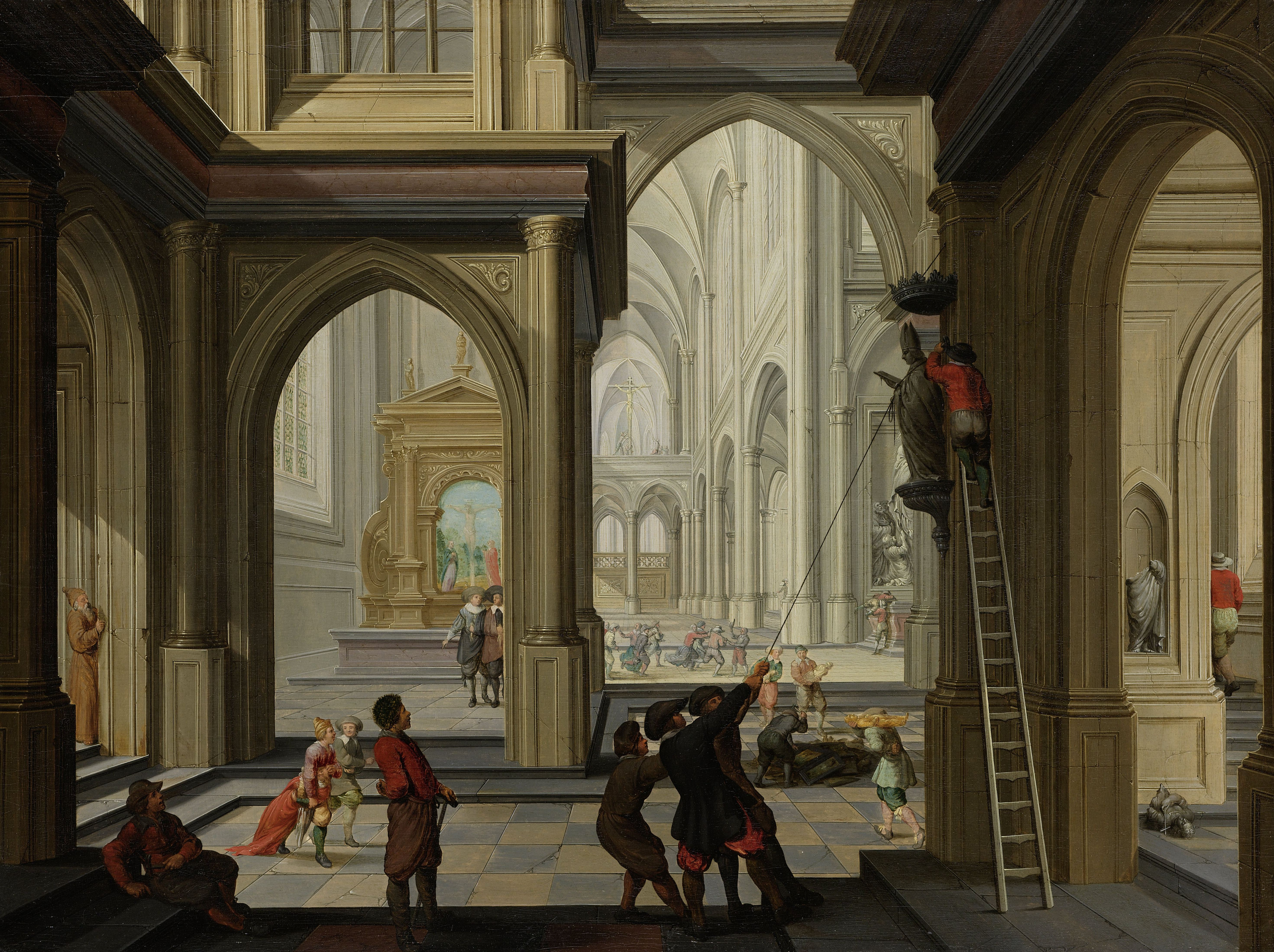
Dirck van Delen, Beeldenstorm o tormenta de ídolos religiosos en La Haya.

En 1578 Kampen se unió nuevamente al bando español, hasta su recuperación por los neerlandeses el 20 de julio de 1578. El 27 de marzo de 1580, durante la celebración de Domingo de Ramos los protestantes calvinistas vandalizaron todos los símbolos religiosos de la ciudad en algo que se conoce como tormentas de ídolos (del neerlandés: beeldenstorm).
En la majestuosa catedral de San Nicolás todo ornamento, libros, accesorios litúrgicos, pinturas y esculturas de santos, fueron destruidos o terminaron en hogueras. Las casas parroquiales fueron saqueadas.
Una gran mayoría del consejo de la ciudad secundaron esta revuelta. Los sacerdotes y una gran parte de la población católica de la ciudad fueron exiliados. 
Las propiedades de los franciscanos fueron embargadas otorgándole a los edificios del complejo franciscano funciones de: hospital, salón de reuniones de Estado, escuela de latín y salón de conciertos. 
Los bienes de la Orden de Santa Brígida fueron destinado a la producción de textiles y orfanato. Al día de hoy el lugar alberga una escuela de arte.
El 15 de mayo de 1581 la religión católica fue oficialmente prohibida. Con esto Overijssel y por lo tanto Kampen, pasaron a formar parte de la naciente república de las Provincias Unidas.

#### Guerra Franco-Holandesa
El famoso Siglo de oro neerlandés no significó nada para Kampen. Durante este periodo estalló un conflicto armado entre Francia, Münster, Colonia (Alemania) e Inglaterra contra las Provincias Unidas. A este enfrentamiento se le conoce como la Guerra Franco-Holandesa y significó la debacle para el enorme poder de la ciudad.
En ese tiempo la ciudad se volvió difícil de alcanzar por mar, debido a que los humedales de sus inmediaciones se encontraban empantanados y con poca profundidad. La alguna vez lucrativa ruta de comercio desapareció casi por completo. 
La precaria situación se recrudeció en 1672, año conocido como Ramjaar: el año del desastre. En esas fechas los Países Bajos fueron atacados en el sur por el poderoso rey de Francia, Luis XIV; por el norte por flotas inglesas, y en el este por el obispo de Münster y Colonia. Sólo las inundaciones pudieron detener la invasión total del país.

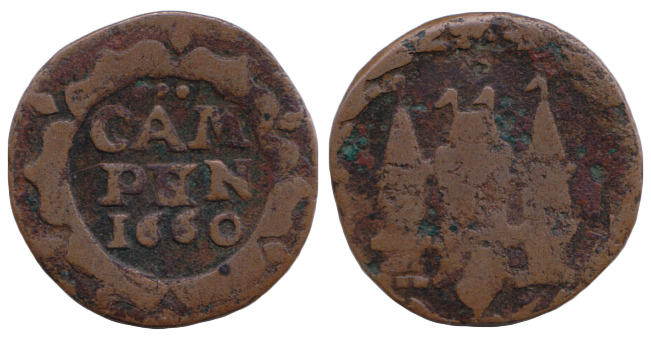
Moneda de 1 duit acuñada en Kampen desde 1660.

Temiendo una masacre similar a la acontecida en Deventer en junio de 1672, Kampen y Zwolle se rindieron pacíficamente ante el obispo de Münster. Las tropas alemanas permanecieron en Overijssel por poco tiempo, porque fue decidido que las tropas francesas establecerían ahí una guarnición.
Compañías francesas marcharon por las calles de Kampen el 28 de junio de 1672. Los franceses exigían el pago de dinero para prevenir amotinamientos y el tesoro de la ciudad se vació rápidamente. Al igual que el 1578 la plata de la ciudad fue derretida y usada como dinero de necesidad con la inscripción necessitas altera: crisis severa.
El cambio de régimen fue favorecedor para los católicos quienes pudieron practicar abiertamente su religión, recuperaron las iglesias Bovenkerk y Broederkerk, y tuvieron acceso al consejo de gobierno de Kampen.
Con el avance de las fuerzas de Guillermo III en 1673, fue claro para los franceses en Kampen que la ocupación sería temporal. Se demandaron cien mil florines a cambio de no destruir la ciudad, pero solo pudieron recolectar 26 mil.
Los ciudadanos se comprometieron a pagar posteriormente la parte restante.
El 14 de diciembre de 1673 los franceses abandonaron la ciudad después de haber demolido muchos edificios, torres y partes de la muralla de la ciudad.
También tomaron a doce ciudadanos influyentes de Kampen como rehenes. Esta gente sería liberada después de pagar la cantidad comprometida. Los rehenes fueron liberados después de que su propia familia y amigos, mas no la ciudad, pagaron el rescate.
Después de la ocupación francesa Kampen fue reconquistada y Guillermo III dispuso un gobierno provisional. Las provincias neerlandesas que se rebelaron contra el enemigo veían a la población de Overijssel como cobardes no sólo porque difícilmente se resistieron a la ocupación sino porque simpatizaron con la iglesia católica y algunos nobles incluso reconocieron al obispo de Münster como su soberano.
Por tales motivos algunos políticos propusieron otórgale a Overijssel el estatus de Generaliteitslanden, Tierras de la generalidad; lo que degradaba su posición y su participación en la política nacional.
El 16 de abril de 1674, Overijssel se convirtió nuevamente en miembro de las Provincias Unidas, pero con condiciones que favorecían a Guillermo III otorgándole mucho más influencia en las ciudades como nunca antes un estatúder había tenido. 
De Plantage
El año del desastre dejó severas heridas a Kampen: un considerable número de habitantes abandonaron la ciudad y más de 600 casas quedaron vacías. Algunas de estas propiedades pertenecían a los ciudadanos que pagaron el rescate de los rehenes de Kampen, quienes se quedaron sin fondos suficientes para mantener sus propiedades. 

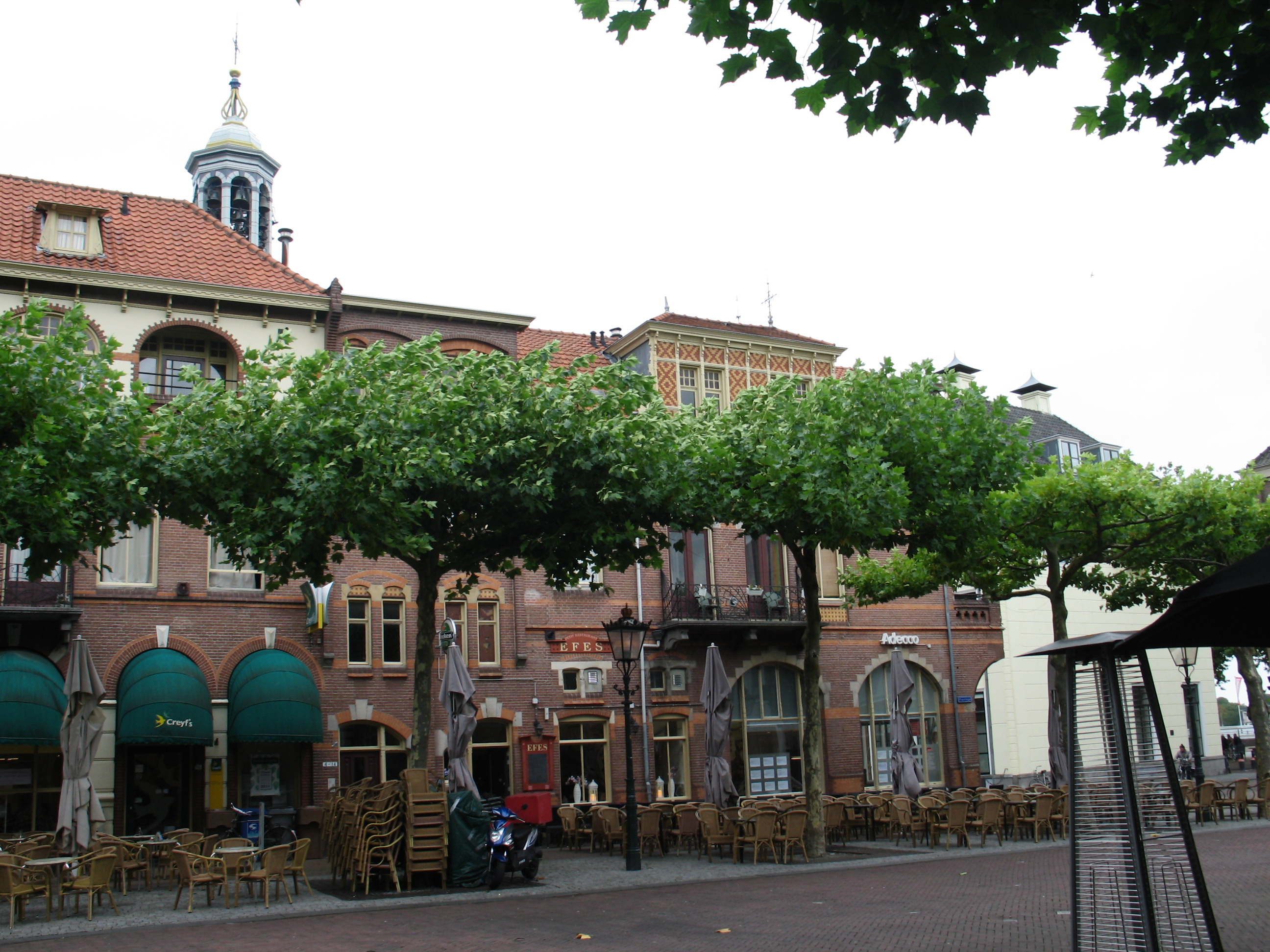
Plaza Plantage.

Las casas abandonadas fueron derribadas. De esa pobreza emergió la popular plaza conocida como De plantage, la plantación; ubicada en la calle principal de la ciudad:Oudestraat.

### Edad Contemporánea

#### República Bátava e Imperio Napoleónico
Desde sus orígenes había logrado solucionar sus problemas con sus propios medios. De hecho la ciudad había permanecido autónoma. Este periodo terminó con un ataque del ejército francés revolucionario en 1795.
Este Ejército era una compañía del batallón bátavo formado con franceses alojados en los Países Bajos, simpatizantes con el movimiento de la ilustración francesa, enemigos de la dinastía Orange-Nassau y los calvinistas. Este grupo se organizó en un partido político conocido como los Patriotas.
Después de la victoria del Ejército de los bátavos, la República de los Siete Países Bajos Unidos (Provincias Unidas) se transformó en la República Bátava, un estado satélite de la Primera República Francesa. 
En todo el país los patriotas vieron oportunidad de asegurar su poder, también en Kampen. Las banderas de la dinastía Orange-Nassau fueron quemadas y se estableció un comité revolucionario que destituyó toda influencia de la casa real. 
La iglesia Bovenkerk fue el lugar donde se convocó a la burguesía para elegir un nuevo gobierno local. La llamada municipalidad se formó con un gran número de antiguos magistrados y por tal razón se consideraba al nuevo gobierno insuficientemente radical que se extendió por varios años.
Dentro de los cambios más representativos se encontraba en la coonstitución de 1798 fue la libertad de culto para católicos y judíos. Las antiguas provincias desaparecieron y fueron reemplazadas por Departamentos. 
El papel de los gobiernos locales se redujo a la defensa de la guarniciones y a la ejecución de las instrucciones del gobierno central. Para una ciudad como Kampen esto significaba la pérdida de su independencia y su poderío. 
La influencia y directo control de la antigua burguesía de Kampen desapareció por completo cuando en 1806 Napoleón Bonaparte sustituyó la República Bátava por el Reino de Holanda. La ciudad se veían entonces regida por el Rey, un alcalde y sus concejales, además de un consejo ciudadano. 
Poco después se anexaría el Reino de Holanda al Imperio Napoleónico en 1810. El gobierno local ahora se veía fuertemente sometido al control y legislación del gobierno francés. Después de la salida de los franceses en 1813 los Países Bajos volvieron a obtener su independencia. 
En 1815 surgió el Reino Unido de los Países Bajos, que incluía Bélgica y Luxemburgo. El nuevo gobierno también era centralista y totalitario. Las regiones, ciudades y pueblos estaban fuertemente subordinados a la figura del Rey: Guillermo I de los Países Bajos. La independencia de la que Kampen gozó hasta 1795 se perdería para siempre.

#### Saneamiento del IJssel
Durante los siglos venideros el curso del río IJssel fue dragado en varias ocasiones pero el costo de este proceso era relativamente caro y en cuestión de pocos años el río se empantanaba otra vez. Como el IJssel tenía varias desembocaduras en esta ciudad, la principal salida del cauce del río cambió muchas veces. 
En el siglo XIX se empleó una nueva estrategia para resolver este constante problema: algunas corrientes del río fueron controladas con diques lo que permitió que una mayor cantidad de agua fluyera hacia una o dos rutas principales. Esto tuvo como ventaja que menos arena y limo se asentara en el fondo dando como resultado que la corriente del río "se limpiara asimismo". Una figura clave en este proceso fue el arquitecto local Nicolaas Plomp.
Debido al surgimiento de la industria en el siglo XIX y la importancia que tuvo para la economía el desarrollo de vías y trenes, se construyeron carreteras y se pavimentaron caminos para reemplazar el transporte a través de tramos arenosos o fangosos.

## Cultura

### Edificios históricos y otros monumentos

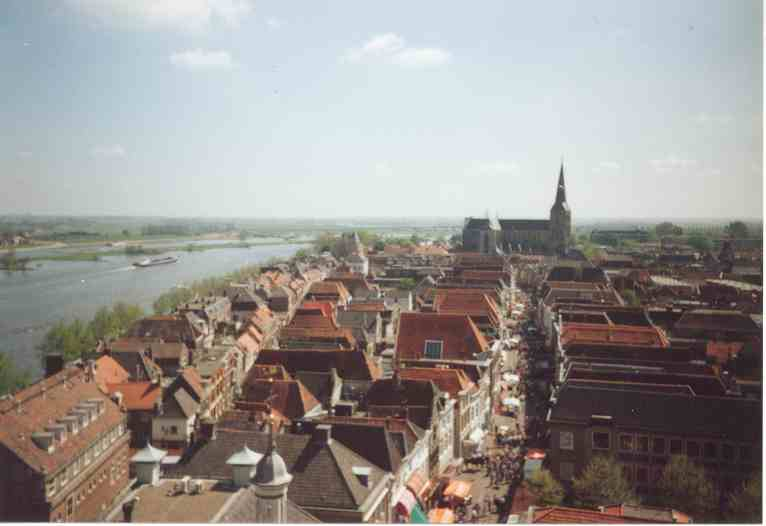
Vista de Kampen desde la torre

Kampen tiene un registro de alrededor 509 monumentos históricos y edificios antiguos considerados patrimonio histórico de los Países Bajos. La estructura de la antigua ciudad amurallada aún se percibe en el centro de la ciudad además de conservar el canal y tres de los portales de aquella época en perfectas condiciones. Algunas de sus construcciones más significativas son:
- Portal Koornmarktpoort: Antigua entrada de la ciudad orientada al río IJssel que probablemente tiene sus orígenes en el siglo XIV. En el siglo XV se le añadieron dos torres en las esquinas exteriores.

- Portal Broederpoort: pórtico rectangular con cuatro torres delgadas, su construcción original data de 1465, y fue reedificado en estilo renacentista en 1615.

- Portal Cellebroederspoort: Construcción rectangular poseedora de dos pesadas torres a los lados, originalmente construido en 1465, fue restaurado al estilo renacentista en 1617.

- Museo de la ciudad (Stedelijk Museum Kampen): Ubicado en el antiguo ayuntamiento de la ciudad construido en el siglo XIV.

- La casa gótica: Het Gotische Huis fue construida alrededor del año 1500. Este edificio fue anteriormente el museo de la ciudad hasta se cambió de cede. En este lugar se puede encontrar un molino tirado por caballos (rosmolen).

- La nueva torre: Nieuwe Toren es una edificación poseedora de un campanario diseñado por Philips Vingboons, afamado arquitecto de la época y principal responsable del estilo holandés clásico. Su construcción comenzó en 1648 y se terminó en 1664.

- La Iglesia de San Nicolás (Bovenkerk): Basílica de estilo gótico en forma de cruz, originalmente construida en el siglo XII como una iglesia al estilo romano, fue transformada en basílica durante los siglos XIV y XV. El interior de la iglesia tiene un coro construido al estilo temprano renacentista (1552), un púlpito de piedra (del año 1500) y un extraordinario órgano construido entre 1670 y 1676.

- Iglesia Broederkerk: Iglesia tipo salón (hallenkerk) del siglo XIV que originalmente fue un monasterio franciscano.

- Iglesia Buitenkerk o de Nuestra amada señora (María): originalmente otra iglesia tipo salón que fue modificada en el siglo XIV otorgándole su actual forma de cruz.

- Iglesia Burgwalkerk: Templo del siglo XIX al estilo neoclasicista, cuenta con un techo demasiado grande para su tiempo. Esta iglesia está localizada sobre el canal Brugel.

- Molino de viento d’Olde Zwarver: Construido en madera sobre bastidores para darle mayor altura y aprovechar la fuerza del viento. Aunque data en el año 1842 fue desplazado en 1952 del dique del IJssel (IJsseldijk) a su ubicación actual en Herkenhoof.

- Casa del ganado: d’Olde Vleyhuis, ubicado en la calle principal de la ciudad, Oudestraat; a la altura de la plaza principal, el Plantage. Durante la Edad Media este edificio era el lugar donde se evaluaba la calidad del ganado para su venta. A partir del siglo XVII el edificio fue usado con otros fines y actualmente es un restaurante de comida china.

- Portal de los Tejedores de Lino: El Linnenweverspoortje data del año 1165 y da acceso al jardín de un antiguo monasterio. El edificio principal fue abandonado y ocupado por el poderoso gremio de comerciantes de lino. Ellos fueron quienes construyeron el portal actual 1665. Ahora es la puerta de entrada a la biblioteca de la Universidad Teológica de Kampen.

- El auditorio de la ciudad: El Stadsgehoorzaal fue construido en 1891.

- Antigua fábrica de tabaco: El Olifant es la fábrica de cigarros donde aún se producen tabacos con equipo del siglo XIX. Los productos del Olifant se venden en el mismo edificio. El lugar posee el cigarro más grande de Europa (5 metros). Es posible visitar la fábrica con previa cita.

- Puerto Buitenhaven: Dicho puerto y el monumento a los pescadores de Schockland fue erigido en 1859 en honor a los habitantes de dicha zona que fueron evacuados debido a las fuertes tormentas e inundaciones de la época que redujeron drásticamente el territorio de dicho lugar. Originalmente los evacuados se establecieron un asentamiento en las afueras de Kampen, aunque al día de hoy es el Barrio de Brunnepe.

- Canal Burgel: Es un canal interno (Gracht) que sirvió de antiguo límite de la ciudad en el siglo XV y que originalmente contenía los portales de la ciudad.

- Jardines y plazas: distribuidos por toda la ciudad, la mayoría de ellos quedaron enclaustrados entre edificios.

- Murales: Fueron antigua publicidad local de negocios hoy desaparecidos. Estos murales, de influencia Art Nouveau(conocido en la zona como Jugendstil), fueron hechos por artistas locales y son considerados "frescos de la clase media". La política local actual se encarga de rescatar y restaurar cuanto mural ha sido descubierto.

- Museo del campesino “de ciudad”: En Kampen existieron varias casas que sirvieron como granjas dentro de la misma ciudad. Una de estas características construcciones prevalece como museo.

- Barco koggewerf En el muelle ubicado en las afueras del centro de la ciudad se encuentra una reproducción de una embarcación medieval del siglo XV conocida como Coca náutica o koggewerf. El nombre de esta embarcación es ‘el delfín’ (De Dolfyn).

- Parque Kamper plantsoen: Poseedor de especímenes de varias partes del mundo, tiene sus orígenes en 1830 y está moldeado al estilo inglés.

- Vista panorámica: Del otro lado del río IJssel, desde la estación de tren, Kampen ofrece uno de los paisajes urbanos más bellos de los Países Bajos.

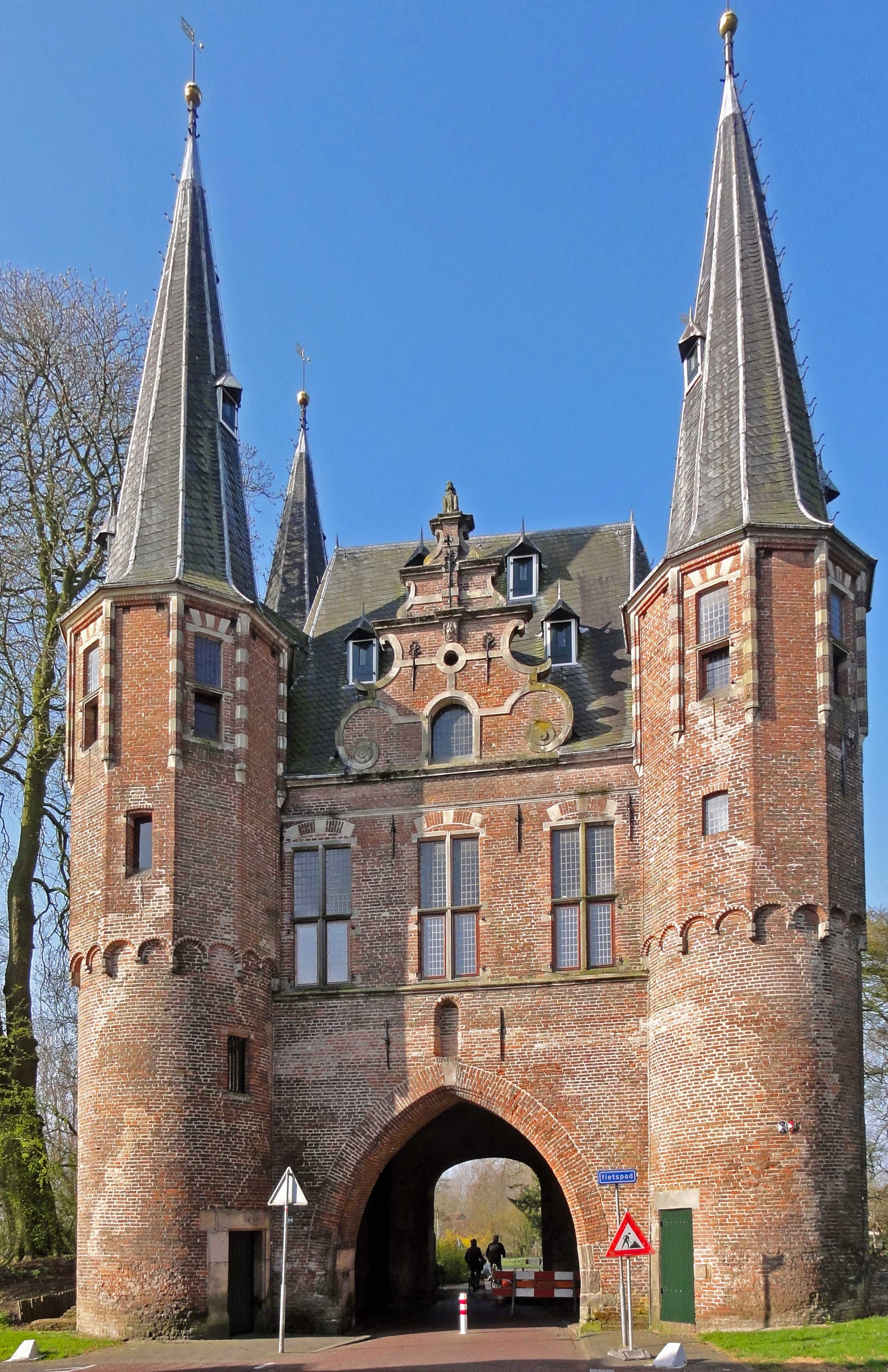
Broederpoort.
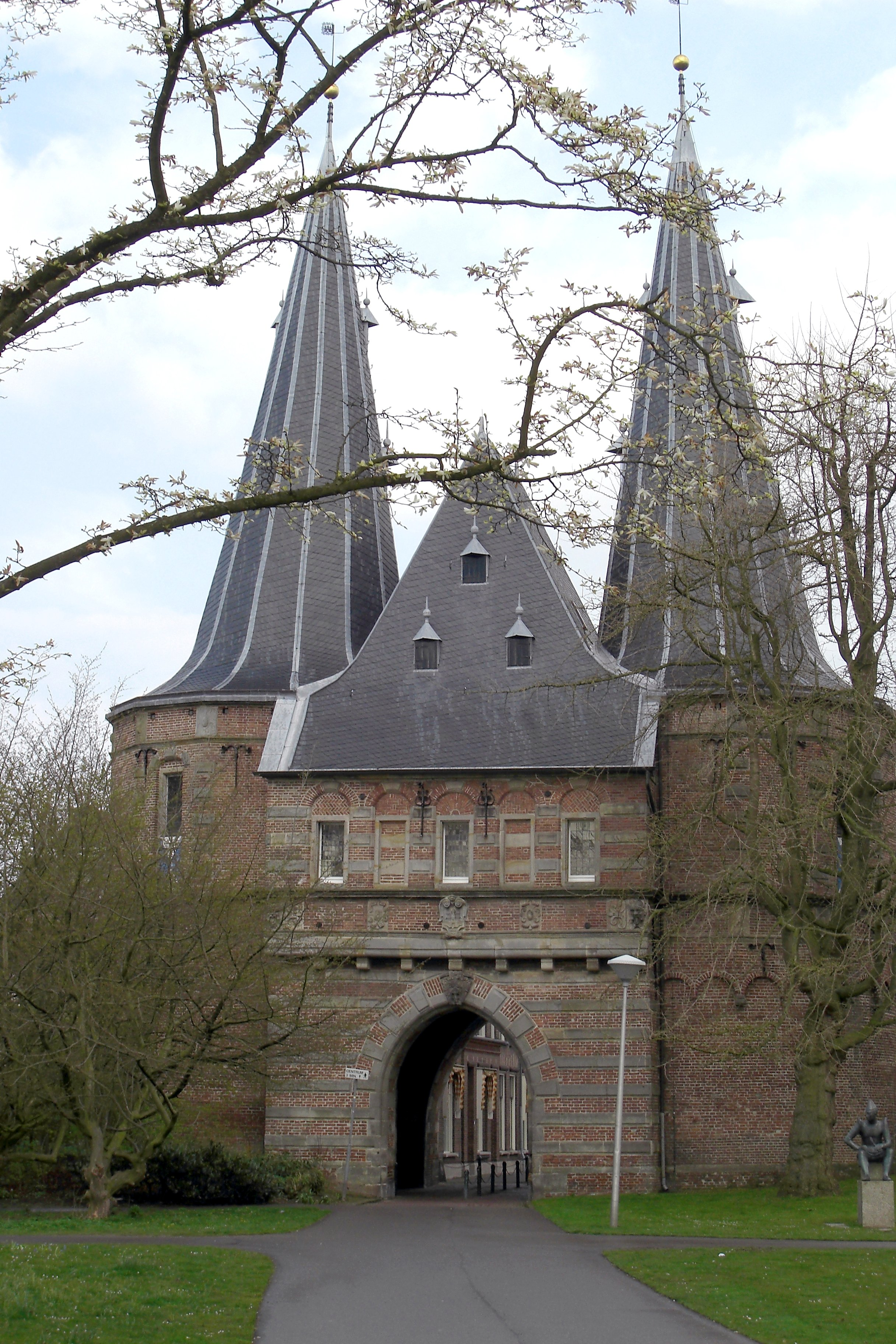
Cellesbroederpoort.
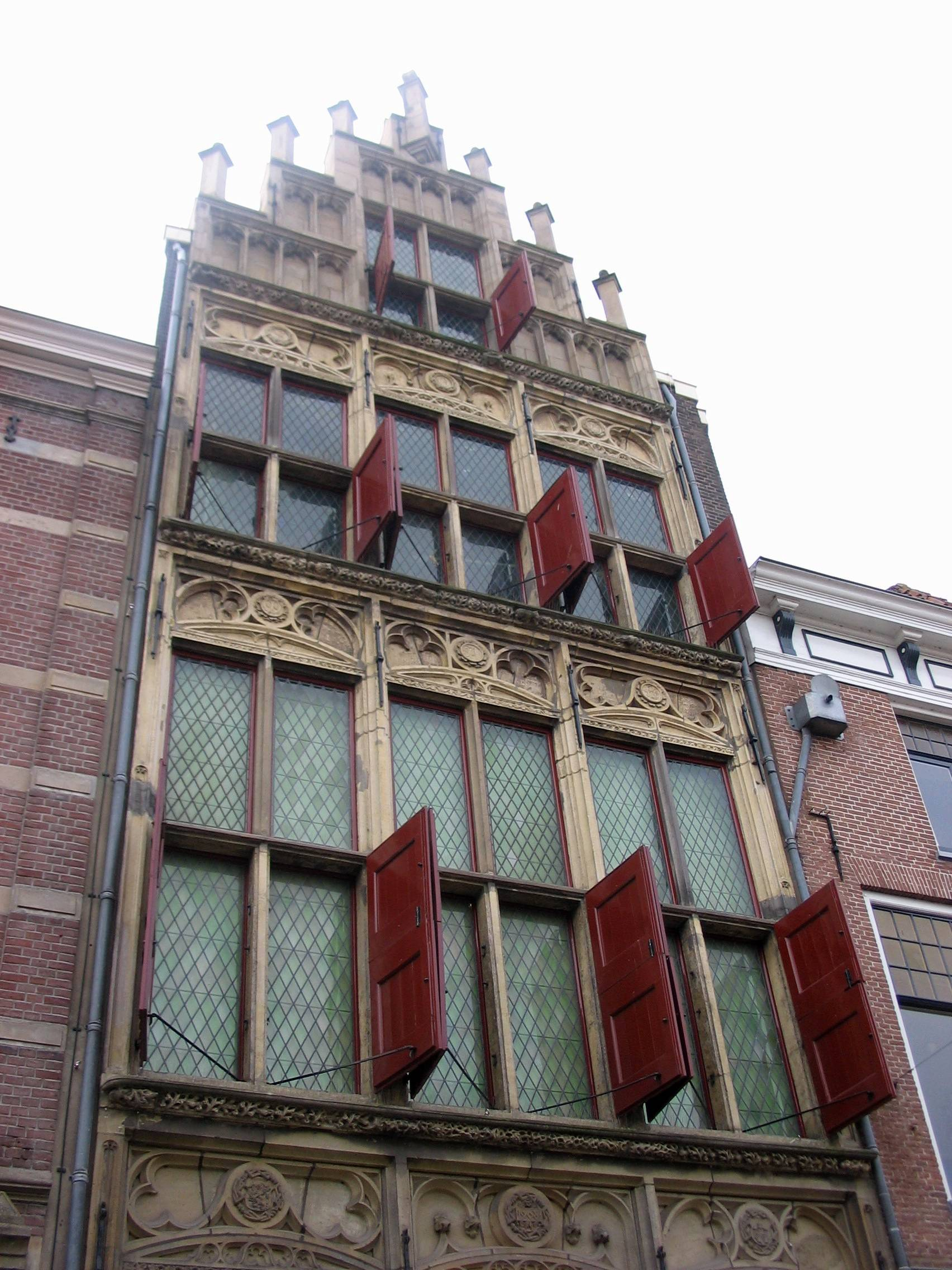
Het Gotische huis.
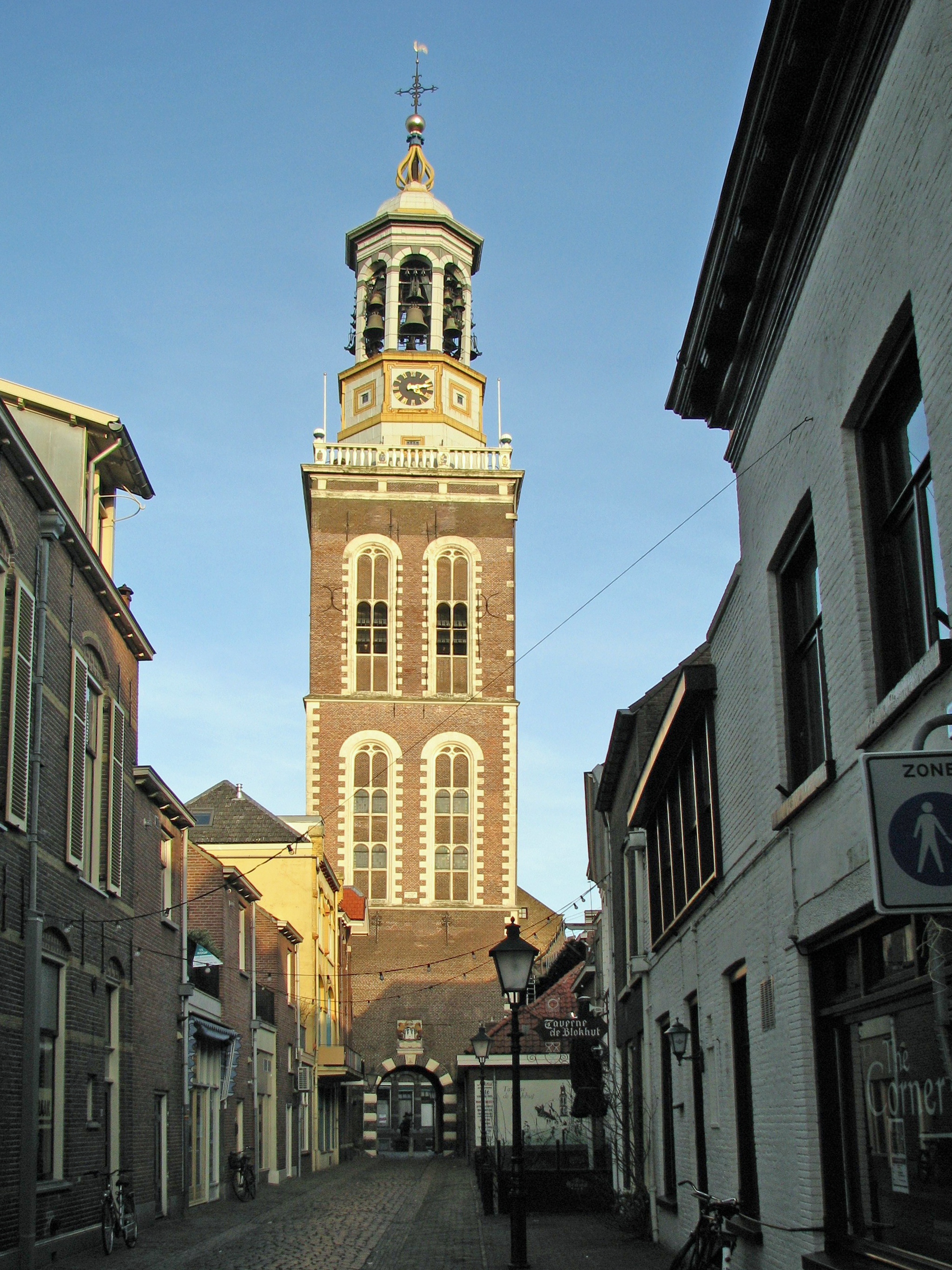
La nueva torre.
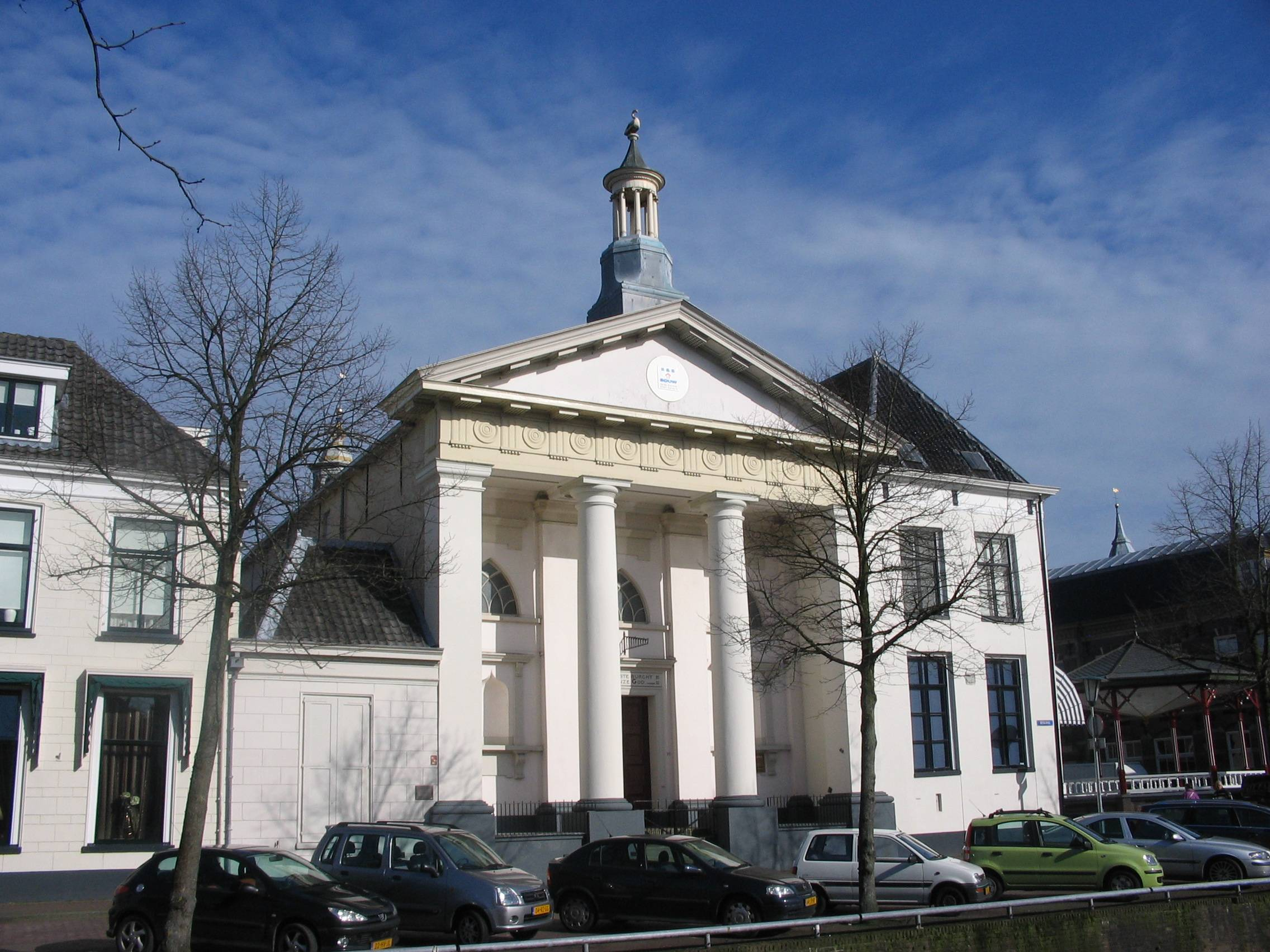
Iglesia Luterana Burgwal.
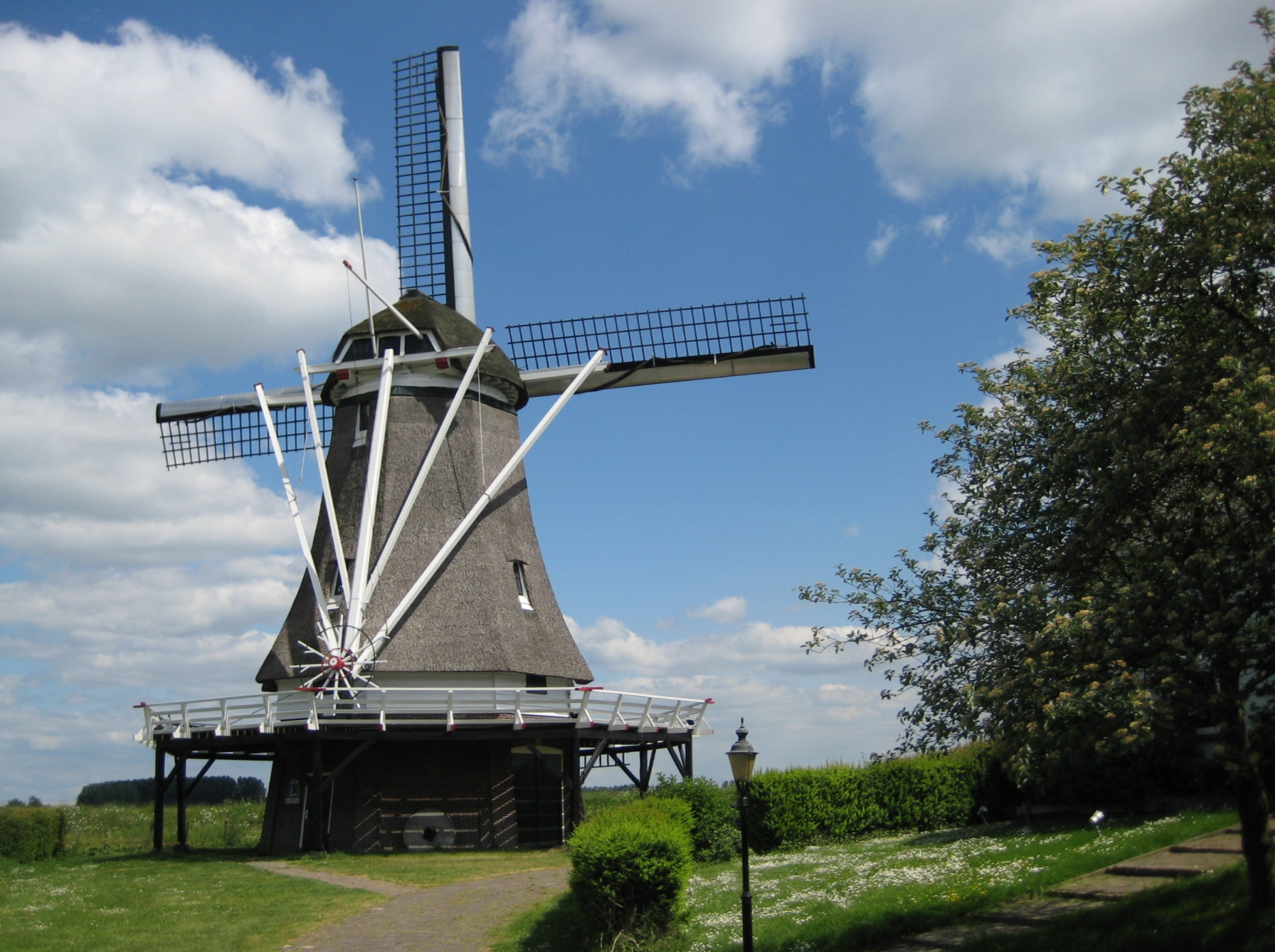
Molino d' Olde Zwarver.
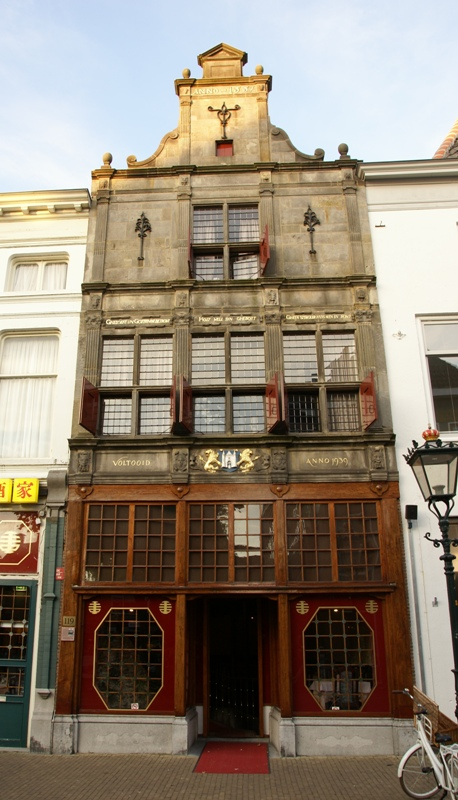
D'Olde Vleyshuis.
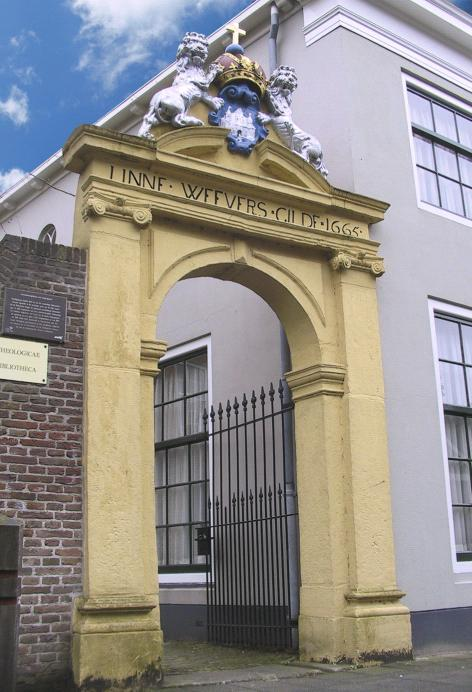
Linnenweverspoortje.
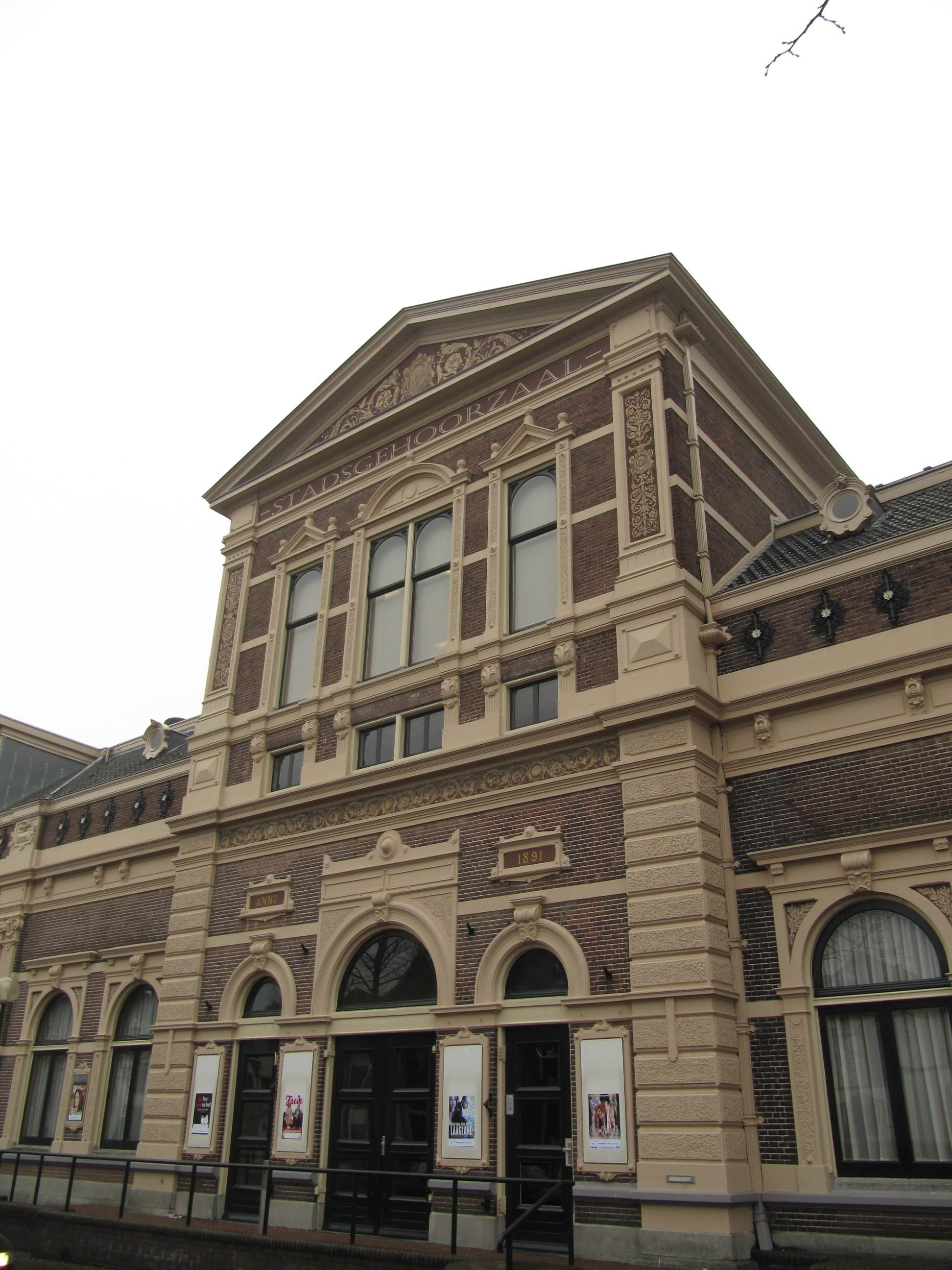
Stadsgehoorzaal.
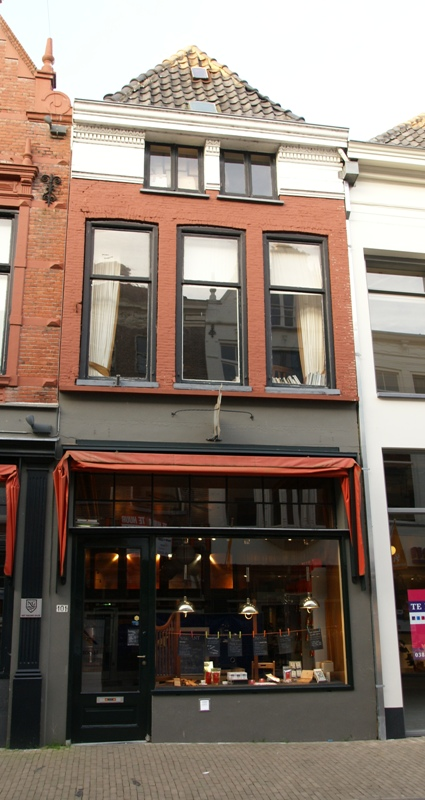
De Olifant.
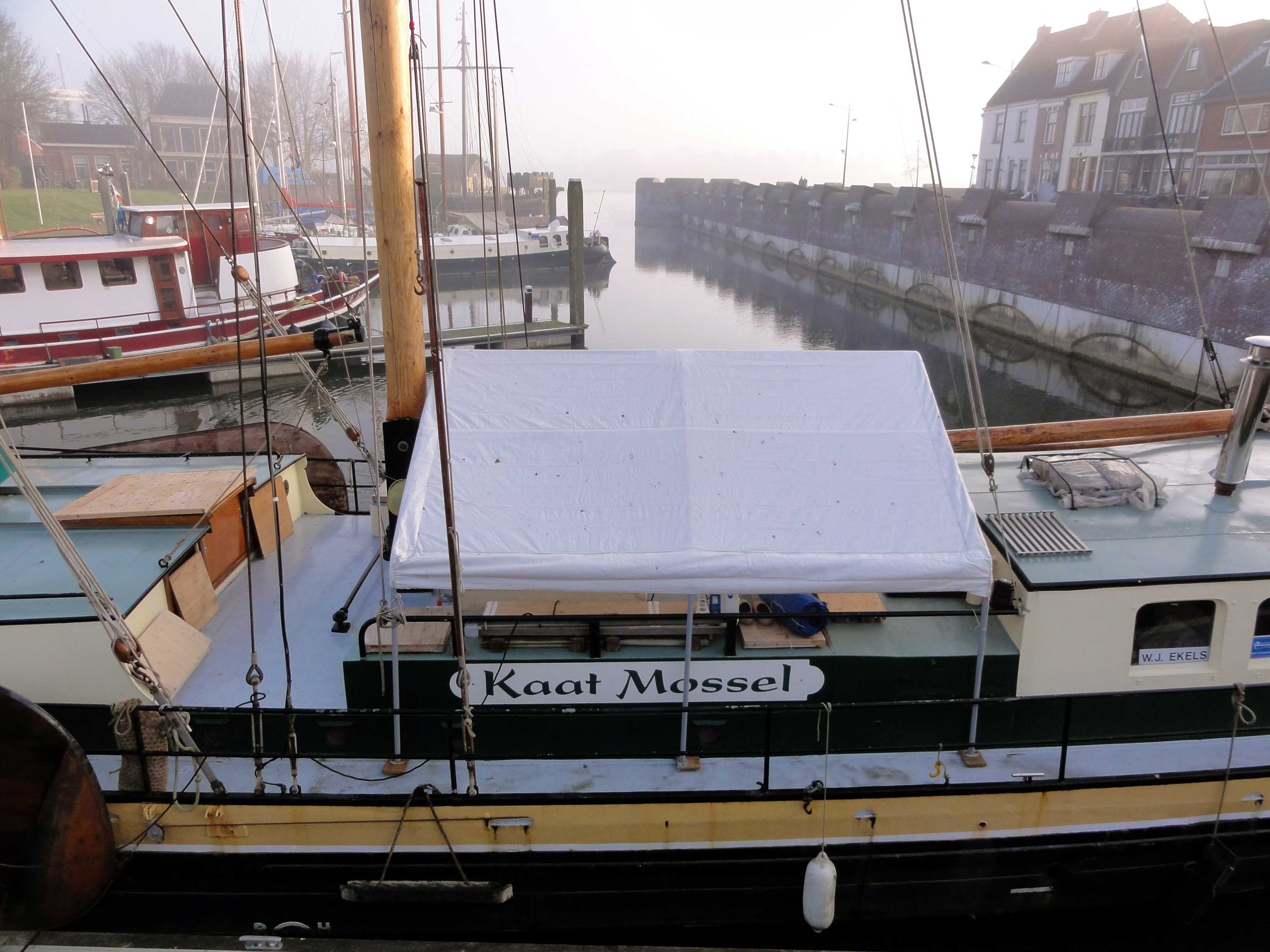
Buitenhaven.
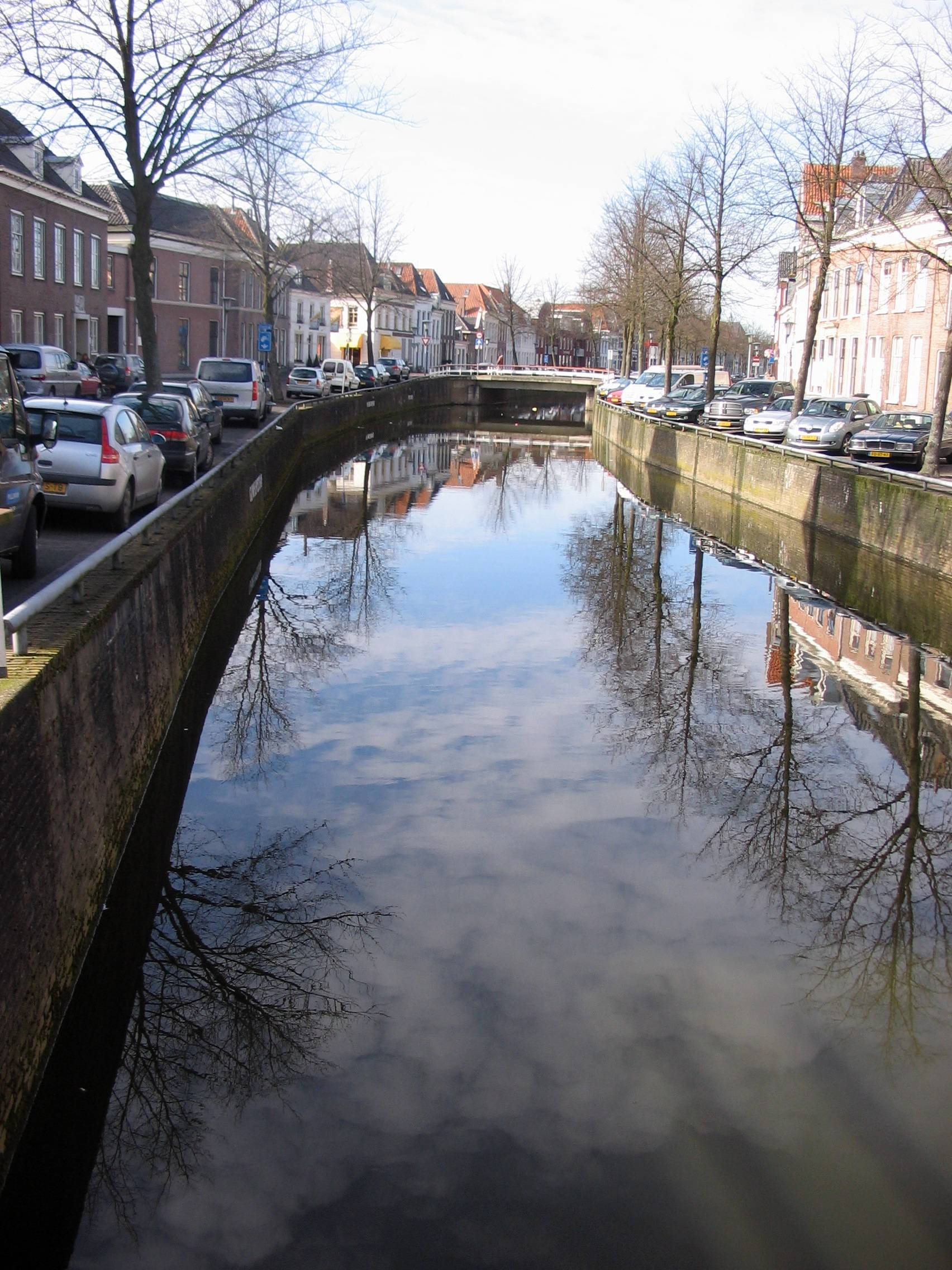
Canal interno Burgel.
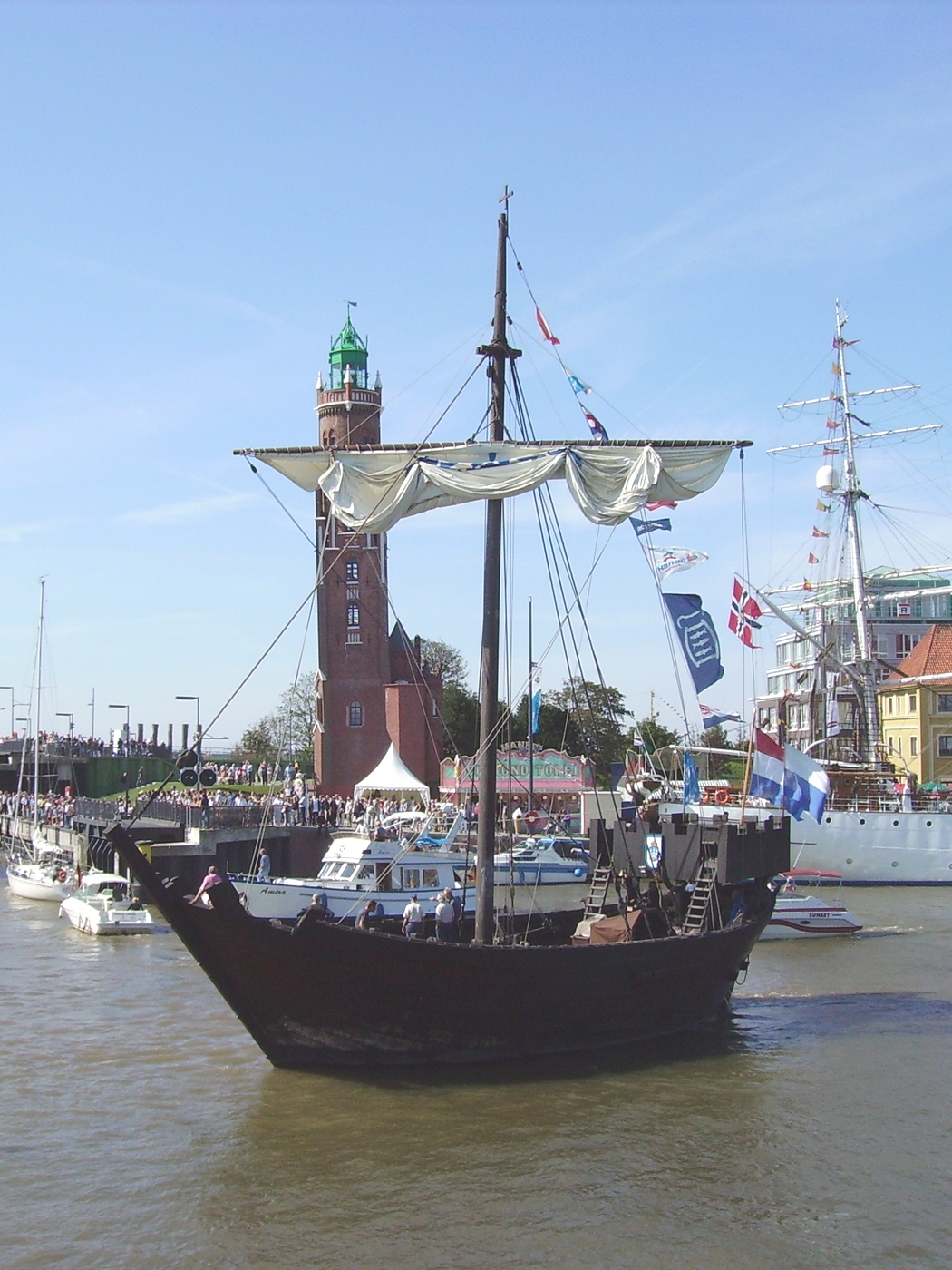
El Kogge.

### Festivales y eventos especiales
- Kamper ui(t) Dagen: Una fiesta anual celebrada durante los días de verano, se conoce como los días de 'Kampen afuera'. El singular nombre se deriva de una serie de historias populares en las cuales los habitantes de Kampen son tildados de estúpidos. La historia que da nombre al día cuanta sobre una ‘sopa de cebolla’ (ui soep), la letra ‘t’ que se agrega transforma la palabra ‘cebolla’ por ‘afuera’ debido a que el objetivo de las fiestas es celebrar en las calles.

- Full color festival: Otra celebración veraniega. Es organizado por el grupo cultural, sin ánimo de lucro, ‘t Ukien (dialecto local para ‘el rinconcito’). La fiesta se celebra en la Escuela de Música Quintus, el parque de la ciudad, y un escenario móvil donde se realizan conciertos, concursos de baile y diversas actividades culturales.

- Kamper Stripspektakel: Se celebra el tercer sábado del mes de agosto, es un festival callejero donde se exhiben cómics.

- Sail Kampen: Se celebra una vez cada tres años, es una fiesta acuática cuyo principal atractivo es una exhibición de embarcaciones antiguas.

- Museumweekend: Celebración anual donde los edificios históricos y museos están abiertos al público sin cargo alguno. Durante estos días se realizan exposiciones plásticas sobre autores reconocidos o contemporáneos en un evento conocido como Weg van Kunst, el camino del arte.

- Navidad en el viejo Kampen: La semana previa a la Navidad, (25 y 26 de diciembre en los Países Bajos), se organiza la fiesta Kerst in oude Kampen cuyo principal atractivo es ser ambientada en el siglo XIX. Además que el centro de la ciudad permanece abierto entrada la noche, se realiza teatro callejero, musicales y otras actividades culturales.

## Educación
Kampen tiene dos universidades: la Universidad Teológica de la Iglesia Protestante en los Países Bajos y el Colegio Teológico de la Iglesia Reformada en los Países Bajos.

## Transporte
La actual estación de tren de la ciudad conecta Kampen con la capital de la provincia, Zwolle. En 2012 la Línea Hanseática planea conectar Zwolle con Lelystad. Una nueva estación será abierta en la zona sur de Kampen, cerca del cruce de las carreteras nacionales N50 y N764. 

## Celebridades de Kampen
- Hendrick Avercamp (Ámsterdam, 1585-Kampen, 1634). Conocido como de “Stomme van Kampen” (el mudo de Kampen, en alusión a su discapacidad). Este pintor es famoso por sus paisajes invernales de ciudades importantes de los Países Bajos del siglo XVII. En Kampen una escuela y una calle llevan su nombre. Su casa funciona como Café-bar, reconocido como uno de los cien mejores en el país.

- Doctor Willen Johan Kolff, (Leiden, 14 de febrero de 1911 – Filadelfia, 11 de febrero de 2009) Pionero de la hemodiálisis e inventor del riñón artificial, desarrollado en el hospital de Kampen. Una calle lleva su nombre.

- Jaap Stam (Kampen, 1972), jugador de fútbol del Ajax Ámsterdam. También jugó para el FC Zwolle, Cambuur, Leeuwarden, Willem II, PSV Eindhoven, Manchester United, S.S. Lazio, AC y la selección nacional de fútbol de los Países Bajos. Comenzó su carrera jugando en el equipo local, Club D.O.S. Kampen, cuando era un niño.

- Petra van Staveren (Kampen, 1966), nadadora. Ganó la medalla de oro en los Juegos Olímpicos de 1984, en Los Ángeles, California; en la categoría de nado de pecho, 100 metros.

+ Marissa, cantante neerlandesa y representante de Holanda en el Festival de la Canción de Eurovisión Junior 2008
- Robert De Wilde (Kampen, 1977), BMX Campeón Mundial, seleccionado en los Juegos Olímpicos de Beijing de 2008.

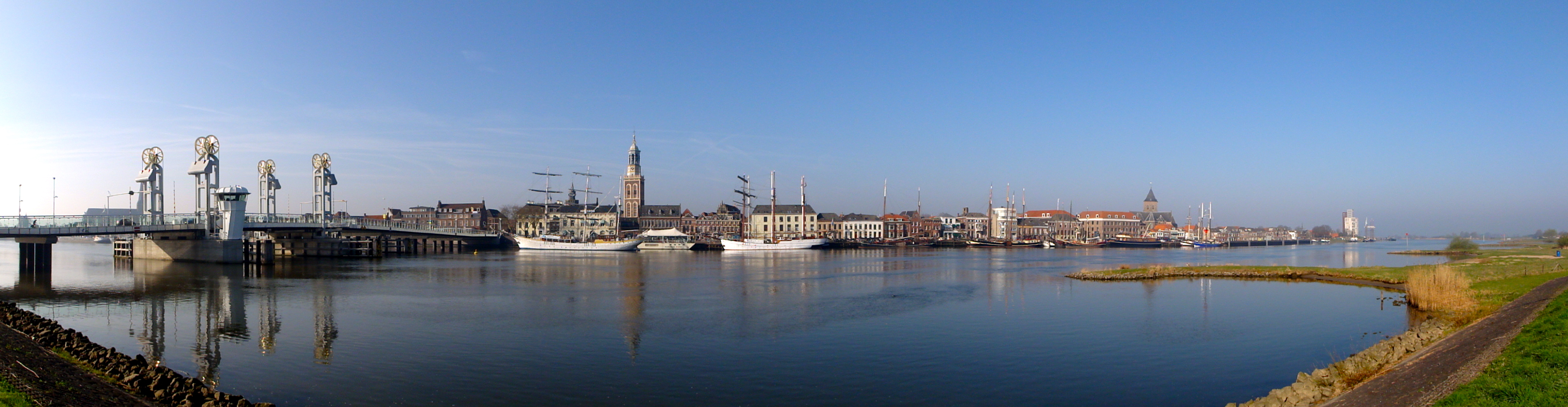
Vista panorámica de la ciudad de Kampen